# Lista de obras de ficção sobre viagens no tempo
A viagem no tempo é um elemento comum da trama na ficção. As obras onde desempenha um papel de destaque estão listadas abaixo. Para histórias de viagens no tempo na antiguidade, veja a história do conceito de viagem no tempo.

## Viagem no tempo em romances, contos e no teatro
Esta lista descreve romances e contos em que a viagem no tempo é central para o enredo ou premissa da obra. Obras criadas antes do século XVIII estão listadas em Viagem no tempo § História do conceito de viagem no tempo.
| Ano             | Título                                                                             | Autor(es)                                                                 | Descrição |
| --------------- | ---------------------------------------------------------------------------------- | ------------------------------------------------------------------------- | --- |
| 1733            | Memoirs of the Twentieth Century                                                   | Samuel Madden                                                             | Um anjo da guarda viaja de volta para o ano de 1728, com cartas de 1997 e 1998. |
| 1771            | L'An 2440, rêve s'il en fut jamais (Memoirs of the Year Two Thousand Five Hundred) | Louis-Sébastien Mercier                                                   | Um homem sem nome adormece e se encontra em um Paris do futuro. |
| 1781            | Anno 7603                                                                          | Johan Herman Wessel                                                       | Peça - Uma fada boa envia pessoas para o ano 7603 d.C. As pessoas se veem em uma sociedade onde os papéis de gênero estão invertidos. Apenas mulheres são soldados. |
| 1819            | "Rip Van Winkle"                                                                   | Washington Irving                                                         | Um homem adormece em um lado da montanha e acorda vinte anos no futuro. Ele descobre que foi esquecido, sua esposa faleceu e sua filha não é mais uma criança. |
| 1838            | "The Galoshes of Fortune"                                                          | Hans Christian Andersen                                                   | Um dos personagens desta história curta adquire involuntariamente um par de galochas mágicas que concedem qualquer desejo expresso pela pessoa que as usa. As galochas o levam para Copenhague do século XV e, em seguida, de volta ao seu próprio tempo. |
| 1843            | A Christmas Carol                                                                  | Charles Dickens                                                           | O insensível Ebenezer Scrooge, am velho avarento, é visitado pelo fantasma de seu ex-sócio nos negócios, Jacob Marley e pelos Fantasmas do Natal Passado, Presente e Futuro, a fim de ensinar-lhe as consequências de seu egoísmo. |
| 1844            | "A Tale of the Ragged Mountains"                                                   | Edgar Allan Poe                                                           | Na história curta, o protagonista, Bedloe, afirma ter sido transportado de volta a Benares na década de 1780. |
| 1881            | "The Clock that Went Backward"                                                     | Edward Page Mitchell                                                      | Um relógio leva as pessoas de volta no tempo. A primeira história a usar uma máquina para viajar no tempo. |
| 1887            | El Anacronópete                                                                    | Enrique Gaspar y Rimbau                                                   | Uma máquina movida a eletricidade leva Don Sindulfo García e seus companheiros a vários lugares da história. |
| 1887            | Looking Backward: 2000–1887                                                        | Edward Bellamy                                                            | No final do século 19, Julian West cai em um sono profundo induzido pela hipnose e acorda 113 anos depois. |
| 1888            | A Dream of John Ball                                                               | William Morris                                                            | John Ball viaja entre os mundos medieval e contemporâneo. |
| 1888            | "The Chronic Argonauts"                                                            | H. G. Wells                                                               | An inventor takes a companion in his time machine. The companion narrates the story of their subsequent adventures. |
| 1889            | Sylvie and Bruno                                                                   | Lewis Carroll                                                             | Um relógio indica e determina o tempo. |
| 1889            | A Connecticut Yankee in King Arthur's Court                                        | Mark Twain                                                                | Um homem do século 19 viaja de volta a 528 DC, na época do Rei Arthur. |
| 1889            | New Amazonia: A Foretaste of the Future                                            | Elizabeth Burgoyne Corbett                                                | A narradora do livro acorda no ano 2.472 e descobre que uma sociedade altamente evoluída de mulheres "amazônicas" transformou a Irlanda em uma sociedade utópica onde as mulheres dominam os homens. |
| 1891            | Tourmalin's Time Cheques                                                           | Thomas Anstey Guthrie                                                     | O protagonista é capaz de 'acumular tempo' durante os períodos de tédio e recuperá-lo novamente mediante a apresentação de um cheque a um relógio. A primeira história a abordar os paradoxos lógicos inerentes ao conceito de viagem no tempo. |
| 1892            | Golf in the Year 2000                                                              | J. McCullough                                                             | Um homem adormece em 1892 e acorda no ano 2000. Os comboios são supersónicos e o golfe e a política são as únicas atividades ainda não dominadas pelas mulheres masculinizadas. |
| 1895            | The Time Machine                                                                   | H. G. Wells                                                               | Um inventor cria uma máquina do tempo e viaja para o ano 802.701 DC. Lá, os humanos evoluíram para duas espécies, Morlocks e Eloi. |
| 1904            | The Defence of Duffer's Drift                                                      | Ernest Swinton                                                            | Um manual de táticas militares, enquadrado como uma série de seis sonhos do "Tenente Backsight Forethought" sobre a defesa de uma travessia de rio na Guerra dos Bôeres. BF aprende algo com cada desastre sucessivo, até que na defesa final tenha sucesso. |
| 1905            | Sultana's Dream                                                                    | Rokeya Sakhawat Hossain                                                   | Uma utopia feminista (chamada Ladyland) em que as mulheres controlam tudo e os homens ficam isolados, numa imagem espelhada do purdah tradicional. Mulheres cientistas descobriram como controlar o clima e aproveitar a energia solar para obter tecnologia “elétrica” que permite carros voadores e agricultura sem trabalho. |
| 1906            | The Story of the Amulet                                                            | E. Nesbit                                                                 | Um misterioso artefato leva as crianças britânicas à Babilônia, à Gália Romana e a outras civilizações antigas, e a uma futura utopia britânica. |
| 1909            | Beatrice the Sixteenth                                                             | Irene Clyde                                                               | Um viajante do tempo descobre um mundo perdido, que é uma sociedade pós-gênero utópica igualitária. |
| 1919            | "Enoch Soames"                                                                     | Max Beerbohm                                                              | Short story - Enoch is transported forward from 1897 to 1997 to find out whether he became a great writer. His tale involves a Faustian pact. |
| 1920            | The Excursions of Mr. Brouček to the Moon and to the 15th Century                  | Leoš Janáček                                                              | Uma ópera baseada em romances satíricos de Svatopluk Čech de 1888, em um dos quais um proprietário burguês de Praga do século XIX, que bebia muito, é transportado para 1420, no meio das Hussite Wars. |
| 1928 / 1929     | Armageddon 2419 A.D.                                                               | Philip Francis Nowlan                                                     | Novela - Um estranho gás de caverna transporta Anthony Rogers para 2.419 DC. Essa história foi a base da história em quadrinhos Buck Rogers. |
| 1929            | The Bedbug                                                                         | Mayakovsky                                                                | Peça satírica - Congelado há cinquenta anos, um trabalhador é revivido em 1979 e se vê em uma utopia comunista na qual não se enquadra e assim se torna um exemplar em um zoológico mostrando os vícios do passado. |
| 1933            | The Man Who Awoke                                                                  | Laurence Manning                                                          | Norman Winters fica em animação suspensa por 5.000 anos de cada vez. |
| 1935            | The Box of Delights                                                                | John Masefield                                                            | A caixa mágica permite que Kay Harker diminua de tamanho, voe rapidamente, vá para o passado. |
| 1939            | Lest Darkness Fall                                                                 | L. Sprague de Camp                                                        | Um arqueólogo é transportado de Roma, na época de Mussolini, de volta ao século VI e tenta impedir a queda do Reino Ostrogótico em meio à Guerra Gótica. |
| 1941            | By His Bootstraps                                                                  | Robert A. Heinlein                                                        | Novella - Um personagem paradoxal circular é trazido para o futuro, onde mais tarde opera uma máquina do tempo para chegar ao futuro. |
| 1941            | "The Seesaw"                                                                       | A. E. van Vogt                                                            | Uma loja que vende armas futurísticas aparece em junho de 1947. Um repórter entra e se vê 7.000 anos no futuro. |
| 1942            | All-Star Comics #10                                                                |                                                                           | A Sociedade da Justiça da América usa um raio do tempo para viajar 500 anos no futuro para garantir uma defesa eficaz contra ataques a bomba. |
| 1944            | As Never Was                                                                       | P. Schuyler Miller                                                        | Um arqueólogo retorna do futuro com uma faca, que está depositada em um museu; no final da história é revelado que ele havia descoberto a faca nas ruínas do mesmo museu. |
| 1944            | Future Times Three                                                                 | René Barjavel                                                             | Cientistas inventam uma substância que permite viajar no tempo. A humanidade futura ramificou-se em espécies para diferentes tarefas. Eles também visitam o passado. A história foi adaptada para um filme em 1982. |
| 1946            | Vintage Season                                                                     | "Lawrence O'Donnell" (pseudônimo conjunto de C. L. Moore e Henry Kuttner) | Os viajantes do tempo do futuro vivenciam temporadas maravilhosas e eventos espetaculares no passado. |
| 1947            | All-Star Comics #35                                                                |                                                                           | Um vilão mata um cientista que inventou uma máquina do tempo e tenta usá-la para alterar a história para que a tecnologia moderna não possa derrotar sua tentativa de conquistar a América. |
| 1950            | Flight to Forever                                                                  | Poul Anderson                                                             | Um físico está preso em uma máquina do tempo que só pode viajar para frente no tempo. |
| 1950            | Pebble in the Sky                                                                  | Isaac Asimov                                                              | Em meados do século XX, um alfaiate aposentado é acidentalmente enviado para o futuro. |
| 1951            | City at World's End                                                                | Edmond Hamilton                                                           | A cidade de Middletown é alvo de uma bomba superatômica que leva a cidade para um futuro distante, em vez de destruí-la. Os habitantes têm que explorar e se adaptar à sua nova realidade. |
| 1951            | The Gauntlet                                                                       | Ronald Welch                                                              | Depois de colocar uma manopla, um menino é transportado de volta para 1326, no País de Gales. |
| 1952            | "A Sound of Thunder"                                                               | Ray Bradbury                                                              | O efeito borboleta significa que as mudanças feitas no passado afetarão o futuro. |
| 1953            | Bring the Jubilee                                                                  | Ward Moore                                                                | Um viajante do tempo vindo de uma realidade alternativa viaja de volta à Batalha de Gettysburg e transforma seu próprio futuro no nosso. |
| 1954            | Experiment                                                                         | Fredric Brown                                                             | Um experimento envolvendo a viagem no tempo de um pequeno cubo de latão resulta em desastre. |
| 1955            | The End of Eternity                                                                | Isaac Asimov                                                              | Os guardiões do tempo realizam “Mudanças na Realidade” para minimizar o sofrimento humano, integrado ao longo de toda a (futura) história humana. |
| 1955– 1995      | Time Patrol, além de outros 10                                                     | Poul Anderson                                                             | Uma série de onze histórias sobre a Patrulha do Tempo, uma organização que protege o passado. |
| 1956            | "Extempore"                                                                        | Damon Knight                                                              | A humanidade aprende a viajar no tempo. |
| 1956            | The Stars My Destination                                                           | Alfred Bester                                                             | Gully Foyle vive em um futuro onde o autoteletransporte é comum. Ele aprende a se teletransportar através do tempo. |
| 1957            | Wythnos yng Nghymru Fydd (A Week in the Wales of the Future)                       | Islwyn Ffowc Elis                                                         | O narrador viaja duas vezes ao País de Gales no ano de 2033. Cada vez encontra um futuro diferente. (em galês) |
| 1957            | The Door into Summer                                                               | Robert A. Heinlein                                                        | Um homem está preso em animação suspensa há trinta anos. Após sua libertação, ele usa uma máquina do tempo para viajar no tempo e se vingar de seu amigo e noiva que roubaram seu negócio. |
| 1957            | "The Last Word"                                                                    | Damon Knight                                                              | Uma história do Armagedom e do Diabo. |
| 1957            | "Soldier from Tomorrow"                                                            | Harlan Ellison                                                            | Um soldado viaja do futuro para alertar o mundo sobre seu caminho em direção ao conflito global. |
| 1958            | "The Men Who Murdered Mohammed"                                                    | Alfred Bester                                                             | Um professor viaja no tempo e mata o avô de sua esposa para que sua esposa nunca tenha existido. No entanto, os resultados o confundem. |
| 1958            | Tom's Midnight Garden                                                              | Philippa Pearce                                                           | Neste romance infantil, um menino vive em quarentena médica em um prédio de apartamentos da década de 1950. Ele se encontra no jardim do prédio da década de 1880 e há uma garota com quem ele pode brincar. |
| 1958            | The Time Traders                                                                   | Andre Norton                                                              | Uma equipe viaja para 2.000 a.C., onde encontra uma base soviética que os transfere para um tempo ainda mais distante. Lá eles têm que evitar tanto os soviéticos quanto os alienígenas malévolos. |
| 1958            | Legion of Superheroes                                                              | Adventure Comics#247                                                      | Três adolescentes (Lightning Boy, Saturn Girl, Cosmic Boy) membros de um "clube de super-heróis" do século 30, a Legião dos Super-Heróis, viajam de volta ao século 20 para convidar Superboy para se tornar membro de sua "Legião de Super-Heróis". Super-heróis". Várias histórias posteriores de Superboy, especialmente em Adventure Comics, mostraram Superboy rompendo a barreira do tempo para visitar a Legião. Desde a década de cinquenta, a Legião passou por diversas reencarnações. |
| 1959            | Galactic Derelict                                                                  | Andre Norton                                                              | Usando as informações aprendidas em The Time Traders, uma equipe viaja 10.000 anos no passado para recuperar uma espaçonave alienígena acidentada, acionando acidentalmente seu piloto automático quando a retorna ao presente. |
| 1959            | Cities in Flight#A Clash of Cymbals/The Triumph of Time                            | James Blish                                                               | Confrontados com o fim iminente do Universo, os físicos desenvolvem um grão de cloreto de sódio que viaja para trás no tempo, criam-no alguns momentos após o fim do Universo e depois prendem-no quando regressa às condições de estudo no futuro. |
| 1959            | "All You Zombies"                                                                  | Robert A. Heinlein                                                        | Conto - Um paradoxo circular em que um homem descobre que é sua própria mãe e pai. |
| 1959–1989       | The Time Machine                                                                   | "Donald Keith"pseudónimo de Donald Keith & Keith Monroe                   | Série de 23 contos publicados na revista Boys' Life centrados em uma patrulha Boy Scouts que adquirem uma máquina do tempo abandonada. |
| 1961            | Danny Dunn, Time Traveler                                                          | Raymond Abrashkin e Jay Williams                                          | Dois adolescentes usam a máquina do tempo do professor para estudar a história dos Estados Unidos. |
| 1962            | Escape Attempt                                                                     | Strugatsky Brothers                                                       | Um romance de lapso temporal onde dois jovens do século 22 encontram um homem misterioso que acaba por ser um soldado soviético da Segunda Guerra Mundial. |
| 1962 / 1969     | Times Without Number                                                               | John Brunner                                                              | Um viajante do tempo de um mundo alternativo não consegue evitar uma alteração na linha do tempo, o que o deixa no presente em um mundo (o nosso ou pelo menos semelhante) onde a viagem no tempo é desconhecida. Ele decide manter em segredo o conhecimento da viagem no tempo e aceitar seu exílio. |
| 1963            | Fantastic Four vol 1 No. 19                                                        | Stan Lee e Jack Kirby                                                     | Os heróis viajam para o Egito Antigo e conhecem o Faraó Rama-Tut, um viajante do tempo do século 31. A primeira aparição do vilão viajante no tempo da Marvel Comics, Kang, o Conquistador. |
| 1963–presente   | Doctor Who                                                                         | vários autores                                                            | Doctor Who deu origem a mais de 530 romances e novelizações originais baseadas no popular programa de televisão de ficção científica. |
| 1964            | Farnham's Freehold                                                                 | Robert A. Heinlein                                                        | Um impacto direto de um míssil nuclear envia um abrigo antiaéreo com Hugh Farnham (de meia-idade, branco) e outros para um futuro pós-apocalíptico onde uma cultura negra escraviza e canibaliza os brancos. Farnham e outro sobrevivente são enviados de volta ao seu tempo em um experimento de viagem no tempo. Eles chegam a um mundo sutilmente diferente daquele de onde partiram e passam o resto de suas vidas tentando evitar a série de eventos que levaram ao futuro que eles viram.  |
| 1964            | The Great Time Machine Hoax                                                        | Keith Laumer                                                              | Um homem herda a mansão de seu tio que possui um computador que pode funcionar como uma máquina do tempo, embora eles demorem para perceber isso. |
| 1965            | The Ship that Sailed the Time Stream                                               | G. C. Edmondson                                                           | Um navio de pesquisa da Marinha dos EUA viaja acidentalmente de volta no tempo. O livro foi indicado ao Prêmio Nebula, mas perdeu para Duna. |
| 1965 / 1967     | The Girl Who Leapt Through Time                                                    | Yasutaka Tsutsui                                                          | Uma estudante do ensino médio adquire acidentalmente a habilidade de viajar no tempo, o que a leva a reviver vários loops temporais. |
| 1967            | Jessamy                                                                            | Barbara Sleigh                                                            | Um mistério infantil ambientado na Inglaterra, onde o protagonista principal viaja até a época da Primeira Guerra Mundial. |
| 1967            | The Technicolor Time Machine                                                       | Harry Harrison                                                            | Um estúdio de cinema falido e um diretor de cinema medíocre fazem um filme sobre a fundação de Vinlândia. Usando uma máquina de viagem no tempo, eles lançaram Vikings reais. |
| 1968            | Hawksbill Station                                                                  | Robert Silverberg                                                         | Um governo opressor usa uma máquina do tempo para deportar os seus presos políticos para o Cambriano, meio bilhão de anos atrás. |
| 1968            | The Last Starship from Earth                                                       | John Boyd                                                                 | Num mundo alternativo, Jesus fundou um governo teocrático que conquistou Roma e ainda governa o mundo até hoje. Um matemático é enviado ao passado sob o nome de “Judas Iscariotes” para matar Jesus. |
| 1968            | Past Master                                                                        | R. A. Lafferty                                                            | Os membros de uma sociedade futura tentam impedir o seu declínio trazendo Sir Thomas More para o ano 2535. |
| 1969            | Charlotte Sometimes                                                                | Penelope Farmer                                                           | Uma história de internato onde a protagonista, Charlotte, viaja no tempo para ser Claire em 1918. |
| 1969            | Slaughterhouse-Five                                                                | Kurt Vonnegut                                                             | Um homem está viajando aleatoriamente no tempo, saltando de um evento para outro sem nenhuma ordem específica. |
| 1969            | Up the Line                                                                        | Robert Silverberg                                                         | Um guia leva os turistas para ver eventos históricos em Constantinopla. |
| 1969            | The House on the Strand                                                            | Daphne du Maurier                                                         | Uma viagem induzida por drogas a uma aldeia da Cornualha no século XIV. |
| 1969            | Behold the Man                                                                     | Michael Moorcock                                                          | Um homem usa uma máquina do tempo para viajar até 28 DC, na esperança de encontrar Jesus. |
| 1970            | Quest for the Future                                                               | A.E. van Vogt                                                             | Um homem, uma vez exposto a filmes do futuro, é atraído para uma aventura para se tornar parte de um grupo de viajantes do tempo ligados por um edifício especial. |
| 1970            | Time and Again                                                                     | Jack Finney                                                               | A hipnose permite viajar no tempo. |
| 1970            | The Year of the Quiet Sun                                                          | Wilson Tucker                                                             | |
| 1970            | Tau Zero                                                                           | Poul Anderson                                                             | A tripulação de uma nave de colonização espacial com o objetivo de alcançar uma estrela próxima viaja acidentalmente bilhões de anos no futuro devido à dilatação descontrolada do tempo. Os membros da tripulação percebem que o universo está se aproximando de um Big Crunch, e o universo entra em colapso e então explode em um novo Big Bang. Os viajantes então desaceleram e finalmente desembarcam em um planeta com um habitat adequadamente semelhante ao da Terra.                   |
| 1972            | Time's Last Gift                                                                   | Philip José Farmer                                                        | Um pastiche em que um futuro Tarzan (usando o nome de John Gribardsun) orquestra pesquisas sobre viagens no tempo, permitindo-lhe viajar até 12.000 aC. |
| 1972            | There Will Be Time                                                                 | Poul Anderson                                                             | Um homem nasce com a capacidade inata de viajar no tempo. |
| 1973            | Time Enough for Love                                                               | Robert A. Heinlein                                                        | Lazarus Long viaja no tempo até 1916 e se apaixona pela própria mãe. |
| 1973            | The Man Who Folded Himself                                                         | David Gerrold                                                             | Um homem recebe um cinto que lhe permite viajar no tempo. |
| 1973            | Crusade in Jeans                                                                   | Thea Beckman                                                              | Menino de 14 anos, preso no século 13, salva a vida de Leonardo Fibonacci. Eles se juntam à Cruzada das Crianças e salvam a maioria delas com o conhecimento do século 20 e alta tecnologia (como uma caixa de fósforos). |
| 1975            | Bid Time Return                                                                    | Richard Matheson                                                          | Um jovem vê uma fotografia antiga de uma mulher. Através da hipnose, ele viaja de 1980 a 1912 para conhecê-la. A história foi a base do filme de 1980, Somewhere in Time. |
| 1976            | Woman on the Edge of Time                                                          | Marge Piercy                                                              | Uma mulher da década de 1970 que foi involuntariamente internada em uma instituição mental é visitada do futuro por uma mulher que viaja no tempo do ano 2137. A paciente se beneficia de visitas cada vez mais prolongadas a esta sociedade futura onde as pessoas têm enorme liberdade individual e são treinadas no autocontrole e outras habilidades socioemocionais. |
| 1976            | An Infinite Summer                                                                 | Christopher Priest                                                        | Os viajantes do futuro “congelam” pequenos grupos de pessoas em “quadros”. As pessoas em cada tableau vivant tornam-se invisíveis e permeáveis aos outros, até que o efeito desaparece, às vezes depois de muitos anos. |
| 1977            | Rotating Cylinders and the Possibility of Global Causality Violation               | Larry Niven                                                               | Um cilindro Tipler semiacabado é descoberto por um futuro explorador humano. Quando o líder decide completá-lo, sua civilização é destruída por uma nova. |
| 1979            | Time After Time                                                                    | Karl Alexander                                                            | H. G. Wells constrói uma máquina do tempo, que é roubada por Jack, o Estripador, para que ele possa escapar das autoridades e continuar sua matança no futuro. |
| 1979            | Morlock Night                                                                      | K. W. Jeter                                                               | Os Morlocks de The Time Machine, de H. G. Wells, usam a máquina para viajar de volta à Londres vitoriana. |
| 1980            | Timescape                                                                          | Gregory Benford                                                           | Os táquions são usados para alertar os cientistas do passado sobre um desastre iminente. Vencedor de vários prestigiosos prêmios de ficção científica. |
| 1980            | Thrice Upon a Time                                                                 | James P. Hogan                                                            | Um cientista inventa uma máquina que pode enviar mensagens através do tempo. |
| 1980            | A Rebel in Time                                                                    | Harry Harrison                                                            | Um coronel racista dos EUA planeja ajudar a Confederação com planos de metralhadoras e é perseguido ao longo do tempo por um policial negro. |
| 1980            | Kindred                                                                            | Octavia Butler                                                            | Uma mulher afro-americana, inexplicavelmente transportada de Los Angeles, em 1976, para Maryland, no início do século XIX, conhece os seus antepassados. |
| 1980            | The Restaurant at the End of the Universe                                          | Douglas Adams                                                             | O restaurante Milliways está congelado no último momento antes de o universo sucumbir à entropia final. É necessária uma viagem no tempo para alcançá-lo. |
| 1981            | The Many-Colored Land, primeiro livro da Saga do Exílio do Plioceno                | Julian May                                                                | Os viajantes do tempo do final do século XXI ao início do século XXI passam por um portal temporal de mão única para o Plioceno da Terra. O mundo é controlado por extraterrestres humanóides. |
| 1982            | Life, the Universe and Everything                                                  | Douglas Adams                                                             | Os paradoxos da viagem no tempo constituem a base desta ampla comédia, como no caso do antigo poeta Lallafa. |
| 1983            | Millennium                                                                         | John Varley                                                               | Num futuro distante, uma equipe de viajantes do tempo sequestra os passageiros de um avião acidentado, deixando para trás corpos pré-fabricados para as equipes de resgate encontrarem. O romance é a base do filme de 1989. |
| 1983            | The Anubis Gates                                                                   | Tim Powers                                                                | Em 1983, um milionário descobre portões de viagem no tempo e organiza uma viagem até 1810 para assistir a uma palestra proferida por Samuel Taylor Coleridge. Um professor contratado pelo milionário está preso na Londres do século XIX. |
| 1984            | "The Toynbee Convector"                                                            | Ray Bradbury                                                              | Uma civilização estagnada da década de 1980 é revitalizada quando um homem produz evidências de uma utopia futura, obtida através de viagens no tempo. A humanidade é inspirada pelas evidências para alcançar esta utopia. |
| 1984            | Trojan Horse: Jerusalem                                                            | J. J. Benítez                                                             | O enredo do livro revela o último período da vida de Jesus Cristo, revelado através da experiência em primeira mão de dois pilotos (ou melhor, "timenauts"), membros de um projeto experimental militar ultrassecreto da Força Aérea dos EUA sobre viagens no tempo com o codinome "Operação Cavalo de Tróia", que em 1973 supostamente conseguiu viajar de volta no tempo para a terra da Palestina no ano 30 d.C. Uma saga de, até agora, 11 volumes. Último publicado em 2019.                |
| 1984            | série TimeWars                                                                     | Simon Hawke                                                               | 12 livros de 1984 a 1991 sobre uma organização secreta que protege a história das mudanças causadas por viajantes do tempo. Muitas pessoas e eventos que consideramos fictícios são históricos e vice-versa; a ação de cada livro diz respeito aos acontecimentos de uma famosa obra literária. No primeiro, os viajantes do tempo que contestam o destino de Ricardo I da Inglaterra são apanhados no Ivanhoe de Walter Scott.                                                                  |
| 1985            | The Proteus Operation                                                              | James P. Hogan                                                            | Décadas após a vitória do Eixo na Segunda Guerra Mundial, as forças da liberdade sitiadas montam uma missão militar secreta até 1939, para alterar o resultado da guerra. |
| 1985            | Eons                                                                               | Greg Bear                                                                 | Os eventos em Eon acontecem em 2005, quando os EUA e a União Soviética estão à beira de uma guerra nuclear. Nesse clima político tenso, um asteróide de 290 km é detectado. Os humanos que construíram a Pedra parecem vir de aproximadamente 1.200 anos no futuro. |
| 1986–2014       | série The Cross-Time Engineer                                                      | Leo Frankowski                                                            | Um engenheiro polaco do século XX é transportado de volta à Polónia do século XIII, dez anos antes da invasão mongol. |
| 1987            | Sphere                                                                             | Michael Crichton                                                          | Uma nave espacial feita pelo homem de um futuro distante passa por um buraco de minhoca. Ele cai na Terra, onde se acredita ser uma nave alienígena. |
| 1987            | A Tale of Time City                                                                | Diana Wynne Jones                                                         | Vivian Smith é uma garota sequestrada durante a evacuação de Londres durante a Segunda Guerra Mundial. Ela está envolvida em uma luta para preservar a história. |
| 1988            | Replay                                                                             | Ken Grimwood                                                              | Em 1988, um homem sofre um ataque cardíaco e volta à vida em 1963. |
| 1988            | Lightning                                                                          | Dean Koontz                                                               | Um viajante do tempo vindo da Alemanha nazista interfere na vida de uma jovem. |
| 1988            | The Devil's Arithmetic                                                             | Jane Yolen                                                                | Durante um Sêder de Páscoa, uma mulher é transportada de volta a 1942, na Polônia, e enviada para um campo de extermínio. |
| 1989            | Hyperion                                                                           | Dan Simmons                                                               | O Picanço é um grande guerreiro enviado de volta do futuro por razões desconhecidas. |
| 1989            | The Return of William Proxmire                                                     | Larry Niven                                                               | William Proxmire pede a ajuda de um físico para voltar no tempo e curar a tuberculose de Robert A. Heinlein, esperando que Heinlein não se torne um escritor de ficção científica, portanto, não inspirando os proponentes das viagens espaciais (na opinião de Proxmire, um desperdício de dinheiro). O resultado é diametralmente oposto ao esperado. |
| 1990            | Four Past Midnight: "The Langoliers"                                               | Stephen King                                                              | Um avião voa acidentalmente através de uma fenda no continuum espaço-tempo. Aparece no “tempo usado” de ontem, onde os terríveis “Langoliers” comem o passado. |
| 1991–atualmente | série Outlander                                                                    | Diana Gabaldon                                                            | Uma mulher viaja no tempo entre as décadas de 1940 e 1740, pisando nas pedras monolíticas da Escócia. |
| 1992            | The Guns of the South                                                              | Harry Turtledove                                                          | Durante a Guerra Civil Americana, os supremacistas brancos sul-africanos entregaram AK-47s à Confederação. |
| 1992            | Doomsday Book                                                                      | Connie Willis                                                             | Um estudante de história é enviado inadvertidamente para a Inglaterra de 1348, no início da pandemia da Peste Negra. |
| 1995            | The Hundred Light-Year Diary                                                       | Greg Egan                                                                 | Após a invenção de um método para enviar mensagens no tempo, a história do futuro torna-se de conhecimento comum e cada pessoa conhece o seu próprio destino. |
| 1995            | From Time to Time                                                                  | Jack Finney                                                               | Nesta sequência de Time and Again, Simon Morley viaja para o ano de 1911, para evitar a Primeira Guerra Mundial. As aventuras incluem viagens no RMS Titanic. |
| 1995            | The Time Ships                                                                     | Stephen Baxter                                                            | A sequência autorizada de The Time Machine, de H. G. Wells. |
| 1996            | Timequake                                                                          | Kurt Vonnegut                                                             | Em 2001, as pessoas são transportadas para 1991 para reviver suas vidas. |
| 1996            | Pastwatch: The Redemption of Christopher Columbus                                  | Orson Scott Card                                                          | Os pesquisadores olham para trás no tempo para ver a chegada de Cristóvão Colombo ao Novo Mundo, a fim de salvar o mundo de um desastre ecológico. |
| 1996            | Animorphs                                                                          | K. A. Applegate                                                           | Animorfos e Visser 3 são enviados de volta algumas horas para a Amazônia por um Saurio Rip, com o enredo usado novamente em Altermorph 1. Em Megamorph 2, o mesmo conceito é usado para enviar os animorfos de volta a 65 milhões aC. |
| 1997            | In the Garden of Iden                                                              | Kage Baker                                                                | Este é o primeiro livro da série The Company de Baker, todos envolvendo viagens no tempo. |
| 1997            | Making History                                                                     | Stephen Fry                                                               | Dois homens na presente tentativa de impedir o nascimento de Adolf Hitler. |
| 1997            | To Say Nothing of the Dog                                                          | Connie Willis                                                             | Uma comédia em que historiadores viajam no tempo para encontrar um artefato para uma mulher rica. Eles vivenciam a Blitz na Catedral de São Paulo e viajam pelo Tâmisa como em Three Men in a Boat. |
| 1997            | Corrupting Dr. Nice                                                                | John Kessel                                                               | Inspirado nas comédias malucas dos anos 1930; ambientado no Cretáceo, 40 DC em Jerusalém e 2060 DC. Apresenta uma cena com um dinossauro em um quarto de hotel. |
| 1998            | The Transall Saga                                                                  | Gary Paulsen                                                              | Um menino é transportado para um mundo estranho por uma luz azul, apenas para descobrir que esse é o futuro sombrio do planeta Terra. |
| 1998            | Island in the Sea of Time                                                          | S. M. Stirling                                                            | Nantucket é transportado 3.000 anos atrás no tempo por causa de uma perturbação espacial. |
| 1998            | The Sterkarm Handshake                                                             | Susan Price                                                               | Uma empresa do século XXI pretende usar um Time Tube para explorar os recursos naturais do passado, mas é enganada por um clã escocês do século XVI. |
| 1999            | King of Shadows                                                                    | Susan Cooper                                                              | Um menino moderno troca de lugar com um ator shakespeariano que precisa ser curado pela medicina moderna para poder retornar ao seu tempo e ajudar Shakespeare a ter maior sucesso no palco. |
| 1999            | Timeline                                                                           | Michael Crichton                                                          | Os historiadores modernos ficam presos na Idade Média. |
| 1999            | Harry Potter and the Prisoner of Azkaban                                           | J. K. Rowling                                                             | A aluna de Hogwarts, Hermione Granger, adquire um Vira-Tempo, o que lhe permite fazer uma grande carga horária. O dispositivo é posteriormente usado para manipular os acontecimentos de uma única noite para libertar dois prisioneiros. |
| 2000            | The Light of Other Days                                                            | Arthur C. Clarke, Stephen Baxter                                          | Um “visualizador do tempo” baseado em buraco de minhoca pode observar pessoas e eventos de qualquer ponto do tempo e do espaço. |
| 2000            | 1632                                                                               | Eric Flint                                                                | Uma cidade mineira da Virgínia Ocidental é enviada de volta para a Guerra dos Trinta Anos na Alemanha. Primeiro na série 1632. |
| 2001            | The Chronoliths                                                                    | Robert Charles Wilson                                                     | Monumentos do futuro surgem no início do século XXI, precipitando um colapso político global. |
| 2001            | Thief of Time                                                                      | Terry Pratchett                                                           | Descongelamento e congelamento do tempo através de um pequeno mecanismo. |
| 2002            | Bones of the Earth                                                                 | Michael Swanwick                                                          | Os paleontólogos que estudam os dinossauros ficam presos no período Mesozoico, mas também viajam para um futuro muito distante. O romance foi indicado a vários prêmios de ficção científica. |
| 2002            | Night Watch                                                                        | Terry Pratchett                                                           | Um homem interage com uma versão mais jovem de si mesmo. |
| 2002            | Counting Up, Counting Down                                                         | Harry Turtledove                                                          | Coleção de contos, incluindo dois sobre a tentativa de um homem de salvar seu casamento fracassado, viajando de volta à época em que conheceu sua esposa. |
| 2002            | Kaleidoscope Century                                                               | John Barnes                                                               | Um homem em Marte tem um vírus que o faz dormir a cada 15 anos e ele acorda 10 anos mais jovem. Ele aprende uma maneira de voltar ao passado. |
| 2002            | The Eyre Affair                                                                    | Jasper Fforde                                                             | Sleuth, Thursday Next, é pego em vórtices sobrepostos de tempo e realidade alternativa enquanto um vilão tenta erradicar um clássico literário. |
| 2003–2011       | Haruhi Suzumiya                                                                    | Nagaru Tanigawa                                                           | Mikuru Asahina e Fujiwara viajaram do futuro para observar uma garota que não sabe que possui poderes destrutivos de distorcer a realidade. |
| 2003            | The Time Traveler's Wife                                                           | Audrey Niffenegger                                                        | Um homem com uma doença genética rara viaja no tempo de forma imprevisível, vivendo sua vida fora de ordem. |
| 2004            | Axis of Time                                                                       | John Birmingham                                                           | Uma força-tarefa naval de 2021 é acidentalmente enviada de volta pouco antes da Batalha de Midway. |
| 2004            | The Spark of God (título original: L'Éclat de Dieu)                                | Romain Sardou                                                             | Descreve a Primeira Cruzada e o início dos Cavaleiros Templários no futuro. |
| 2004            | All You Need Is Kill                                                               | Hiroshi Sakurazaka                                                        | Quando os alienígenas invadem, um novo recruta morre no campo de batalha, apenas para acordar um dia antes de ser morto, para lutar e morrer repetidas vezes. |
| 2004–2005       | Warcraft: War of the Ancients Trilogy                                              | Richard A. Knaak                                                          | Um humano, um dragão e um orc viajam de volta no tempo para ajudar a salvar Azeroth da Burning Legion. |
| 2005            | Mammoth                                                                            | John Varley                                                               | Um multibilionário clona um mamute e o envia de volta no tempo. |
| 2006            | The Plot to Save Socrates                                                          | Paul Levinson                                                             | Os viajantes do tempo de 2042 tentam impedir que Sócrates consuma cicuta. |
| 2006            | Artemis Fowl: and the Lost Colony                                                  | Eoin Colfer                                                               | O quinto da série Artemis Fowl. Artemis e a capitã Holly Short procuram um demônio desaparecido para impedir uma colônia de demônios. Artemis também acaba salvando Holly ao manipular o tempo. |
| 2007            | Rant: An Oral Biography of Buster Casey                                            | Chuck Palahniuk                                                           | Os personagens participam de "Party Crashing" que pode, sob certas condições, causar viagens no tempo. |
| 2007            | The Accidental Time Machine                                                        | Joe Haldeman                                                              | Um assistente de pesquisa do Instituto de Tecnologia de Massachusetts cria acidentalmente uma máquina do tempo que viaja para frente. Cada salto no tempo (para sair do problema) o coloca em apuros ainda maiores. |
| 2008            | Artemis Fowl: and the Time Paradox                                                 | Eoin Colfer                                                               | O sexto livro da série Artemis Fowl. Depois que sua mãe contrai feitiço, Artemis viaja de volta no tempo para encontrar um lêmure que pode ajudar a curá-la. O final do truque cria uma linha do tempo circular que iniciou a série. |
| 2008            | A Wish After Midnight                                                              | Zetta Elliott                                                             | Genna, negra de quinze anos, é transportada do Brooklyn dos dias modernos para 1863, quando a Guerra Civil dividiu o país e os motins do recrutamento abalaram a cidade de Nova York. De alguma forma ela deve sobreviver e retornar. A história de Genna e seu namorado Judah continua em The Door at the Crossroads, de 2016. |
| 2008            | Found                                                                              | Margaret Peterson Haddix                                                  | Os jovens de treze anos, Jonah e Chip, descobrem que estão com crianças desaparecidas desde o tempo e partem em uma viagem, junto com a irmã de Jonah, Katherine, para desvendar muitos segredos. |
| 2009            | Ruby Red (original title: Rubinrot)                                                | Kerstin Gier                                                              | Gwendolyn Shepherd pode viajar no tempo com uma máquina chamada cronógrafo. |
| 2009            | Sent                                                                               | Margaret Peterson Haddix                                                  | Jonah, Katherine, Chip e Alex são enviados de volta a 1483 para descobrir que Chip é na verdade o rei Eduardo V e Alex é seu irmão Richard, duque de York. |
| 2009            | Hero.com: Crisis Point                                                             | Andy Briggs                                                               | Os viajantes do tempo podem voltar, mas ir para o futuro é impossível. Eles também não podem mudar o passado, sob pena de isso causar um paradoxo de retrocausalidade. O vilão principal aproveita a retrocausalidade enviando dois personagens ao passado para que ele possa escapar da prisão. |
| 2009            | Time Travelers Never Die                                                           | Jack McDevitt                                                             | Adrian "Shel" Shelborne recebe um pacote de seu pai misteriosamente desaparecido, com quatro dispositivos e uma nota instruindo-o a destruí-los. Logo, Shel descobre que os dispositivos podem levá-lo a qualquer lugar e a qualquer momento. |
| 2009            | Frequently Asked Questions About Time Travel                                       | Gareth Carrivick                                                          | Dois ávidos fãs de ficção científica e seu amigo tentam resolver um enigma de viagem no tempo no meio de um pub britânico, onde conhecem uma garota do futuro que dá início à aventura. |
| 2010            | Sabotaged                                                                          | Margaret Peterson Haddix                                                  | Jonah e Katherine partem em uma missão para devolver uma criança desaparecida, chamada Andrea (na verdade, Virginia Dare), ao seu tempo na Colônia Roanoke. |
| 2010            | Blackout e All Clear                                                               | Connie Willis                                                             | Historiadores de 2048 vão à Blitz de Londres durante a Segunda Guerra Mundial para observar e acabam fazendo parte dela. Um romance publicado em duas partes. |
| 2010            | How to Live Safely in a Science Fictional Universe                                 | Charles Yu                                                                | Em busca de seu pai, um mecânico de máquinas do tempo viaja no tempo acompanhado por TAMMY e seu cachorro ontologicamente válido, Ed, enquanto documenta suas viagens em um manual para futuros viajantes. |
| 2011            | Torn                                                                               | Margaret Peterson Haddix                                                  | Jonah e Katherine são enviados para o navio de Henry Hudson em 1611, onde descobrem que os acontecimentos estão acontecendo de maneira diferente do que realmente aconteceram na história. |
| 2011            | 11/22/63                                                                           | Stephen King                                                              | Um homem viaja através de um portal do tempo e tenta impedir o assassinato de John F. Kennedy. |
| 2012            | Caught                                                                             | Margaret Peterson Haddix                                                  | Quando uma tentativa de devolver Lieserl Einstein ao tempo dá errado, Jonah e Katherine devem voltar a 1903 para descongelar o tempo no presente. |
| 2012            | Amber House                                                                        | Kelly Moore, Tucker Reed, Larkin Reed                                     | Uma adolescente usa a psicometria para alterar acontecimentos do passado, mudando o presente e o futuro. |
| 2012            | Sage Monarch                                                                       | Divine Dreamwalker                                                        | O passado, o presente e o futuro são tratados como diferentes facções que travam guerra entre si na tentativa de estabelecer uma nova realidade e ascender a um estado de ser superior. |
| 2013            | Captain Underpants and the Revolting Revenge of the Radioactive Robo-Boxers        | Dav Pilkey                                                                | George Beard e Harold Hutchins, dois alunos da quarta série, usam uma máquina do tempo caseira para viajar 65 milhões de anos no passado. Eles também viajam para 206.784 anos no passado e 30 anos no futuro. |
| 2013            | Risked                                                                             | Margaret Peterson Haddix                                                  | Jonah, Katherine e Chip são subitamente transportados para 1918 e devem tentar salvar Anastasia e Alexei Romanov, embora os seus restos mortais tenham sido identificados pelos cientistas modernos. |
| 2013            | The Chronicles of St Mary's                                                        | Jodi Taylor                                                               | A principal série de Taylor segue a equipe do St Mary's Institute of Historical Research, especialmente a historiadora Dra. Madeleine "Max" Maxwell, enquanto eles viajam no tempo para "investigar os principais eventos históricos na contemporaneidade". |
| 2014            | Amber House                                                                        | Kelly Moore, Tucker Reed, Larkin Reed                                     | Uma mudança imprevista no passado exige o uso de habilidades psíquicas para redefinir o presente e o futuro. |
| 2014            | The First Fifteen Lives of Harry August                                            | Catherine Webb                                                            | Um homem vive sua vida repetidas vezes desde o início, cada vez que morre. Ele encontra mais pessoas como ele no clube Cronus. |
| 2014            | Time And Time Again                                                                | Ben Elton                                                                 | O ex-soldado Hugh Stanton é enviado de volta a 1914 para prevenir os eventos que deram início à Primeira Guerra Mundial, a fim de evitar a morte de milhões de pessoas nesse conflito e, posteriormente, na Segunda Guerra Mundial. Porém, as mudanças que ele faz também resultam no efeito Borboleta e na revelação de que sua tentativa não foi a primeira. |
| 2014            | Revealed                                                                           | Margaret Peterson Haddix                                                  | When Charles Lindbergh kidnaps Katherine, the other children from the plane disappear, and the adults in his town de-age into children, Jonah must find a way to fix everything. |
| 2014            | Hypocritic Days                                                                    | David Fiore                                                               | Um homem descobre que está vivendo na pior linha do tempo possível (a nossa) e também que não deveria existir. Ele se esforça para consertar as coisas sem se apagar no processo. Insomniac Press. |
| 2015            | A Long Time Until Now                                                              | Michael Z. Williamson                                                     | Soldados dos EUA em patrulha no Afeganistão são transportados no tempo para a era paleolítica, onde encontram outros soldados temporariamente deslocados. |
| 2015            | Redeemed                                                                           | Margaret Peterson Haddix                                                  | Após a fusão de várias linhas do tempo, Jonah tem um novo gêmeo, Jordan, que acidentalmente envia a si mesmo, Jonah e Katherine para o futuro. |
| 2016            | Harry Potter and the Cursed Child                                                  | Jack Thorne                                                               | Nesta peça, filhos de personagens da série de livros correspondente usam um Vira-Tempo para tentar impedir a morte de Cedrico Diggory (que ocorreu em Harry Potter e o Cálice de Fogo). Tentativas repetidas têm repercussões cada vez piores para o futuro. |
| 2017            | The Rise and Fall of D.O.D.O.                                                      | Neal Stephenson, Nicole Galland                                           | Membros de um Departamento de Operações Diacrônicas (D.O.D.O.) secreto do governo dos EUA tentam mudar a história por meio de viagens no tempo usando magia. |
| 2018            | The Seven Deaths of Evelyn Hardcastle                                              | Stuart Turton                                                             | Evelyn Hardcastle será assassinada às 23h. São oito dias e oito testemunhas. Só deixaremos você escapar quando nos disser o nome do assassino. |
| 2021            | Master of the Revels                                                               | Nicole Galland                                                            | Sequela de The Rise and Fall of D.O.D.O (co-escrito com Neal Stephenson), em que Tristan Lyons, Mel Stokes e seus colegas párias do Departamento de Operações Diacrônicas (D.O.D.O.) lutam para impedir a poderosa bruxa irlandesa Gráinne de usar a viagem no tempo para reverter a evolução de toda a tecnologia moderna. . |

## Viagem no tempo em filmes
A viagem no tempo é um tema comum e um enredo em filmes de ficção científica . A lista abaixo abrange filmes para os quais a viagem no tempo é central para o enredo ou premissa da obra.
| Ano  | Título                                          | Autor(es)                                                          | Descrição |
| ---- | ----------------------------------------------- | ------------------------------------------------------------------ | --- |
| 1921 | A Connecticut Yankee in King Arthur's Court     | Emmett J. Flynn                                                    | A primeira adaptação do clássico de Mark Twain; o moderno Martin Cavendish sonha que é transportado de volta à corte do Rei Arthur, onde terá que usar o conhecimento moderno para enganar os inimigos do rei. |
| 1930 | Just Imagine                                    | David Butler                                                       | Um homem atingido por um raio em 1930, acorda em 1980 com aeronaves pessoais, máquinas de venda automática substituindo a atividade sexual, espaçonaves para Marte, pessoas com nomes baseados em letras e dígitos, refeições em pílulas e casamentos determinados pelo governo. |
| 1931 | A Connecticut Yankee                            | David Butler                                                       | A primeira versão sonora da história de Mark Twain em que um vendedor de rádio (Will Rogers) é nocauteado e acorda na terra do Rei Arthur. |
| 1933 | Turn Back the Clock                             | Edgar Selwyn                                                       | Apenas um único loop temporal é necessário para Joe desejar poder reviver sua vida e se casar com a mulher rica. Quando ele tem a chance de passar pela vida novamente, ele tem descobertas e decisões interessantes. |
| 1933 | Berkeley Square                                 | Frank Lloyd                                                        | Um homem moderno é transportado de volta à Londres do século XVIII, onde conhece seus ancestrais e se apaixona por uma mulher da época. |
| 1933 | Roman Scandals                                  | Frank Tuttle                                                       | Um entregador se imagina na Roma Antiga. |
| 1937 | Ali Baba Goes to Town                           | David Butler                                                       | Um vagabundo adormece em um set de filmagem e acorda na Bagdá do século X. |
| 1944 | Time Flies                                      | Walter Forde                                                       | Um homem volta no tempo até o século 16 e conhece William Shakespeare. |
| 1944 | Fiddlers Three                                  | Harry Watt                                                         | Dois marinheiros voltam no tempo à Roma Antiga e são confundidos com profetas. |
| 1945 | Where Do We Go from Here?                       | Gregory Ratoff                                                     | Um gênio transporta um homem através do tempo. |
| 1947 | Repeat Performance                              | Alfred L. Werker                                                   | O filme noir encontra a ficção científica quando uma mulher atira no marido na véspera de Ano Novo de 1946 e depois deseja poder viver o ano novamente. |
| 1949 | A Connecticut Yankee in King Arthur's Court     | Tay Garnett                                                        | Vagamente baseado na história de Mark Twain, na qual um mecânico (Bing Crosby) é nocauteado e acorda na terra do Rei Arthur. |
| 1951 | I'll Never Forget You                           | Roy Ward Baker                                                     | Um cientista atômico americano é transportado para o século 18, onde se apaixona. |
| 1956 | World Without End                               | Edward Bernds                                                      | Os astronautas que retornam de uma viagem a Marte são pegos em um túnel do tempo e transportados para uma Terra pós-apocalíptica povoada por mutantes. |
| 1957 | The Undead                                      | Roger Corman                                                       | Uma mulher é enviada de volta no tempo, através da hipnose, para a Idade Média, onde pode ser executada pelas pessoas da época por suspeita de ser uma bruxa. |
| 1960 | Beyond the Time Barrier                         | Edgar G. Ulmer                                                     | Um piloto voa mais rápido que a velocidade da luz, de 1960 a 2024, em um futuro distópico dividido por duas populações: os humanos submissos que recuaram para o subsolo e os mutantes selvagens que assumiram o controle da superfície. |
| 1960 | The Time Machine                                | George Pal                                                         | Adaptação livre do clássico de H. G. Wells em que um viajante do tempo entra em um futuro onde o mundo está dividido em duas classes: o pacífico Eloi e os malévolos mestres do mundo, os Morlocks. |
| 1962 | La Jetée                                        | Chris Marker                                                       | Um sobrevivente da Terceira Guerra Mundial é enviado de volta no tempo para resgatar o presente. La Jetée inspirou o filme de 1995, Os 12 Macacos. |
| 1964 | The Time Travelers                              | Ib Melchior                                                        | Os cientistas descobrem que sua tela de visualização do tempo lhes permite viajar no tempo e ficam presos em um futuro pós-apocalipse. Este filme inspirou a série de TV de 1966, The Time Tunnel, bem como o remake de 1967, Journey to the Center of Time. |
| 1965 | Dr. Who and the Daleks                          | Gordon Flemyng                                                     | Baseado na série de TV da BBC. O Doutor e seus companheiros viajam na TARDIS para o futuro de um mundo pós-apocalíptico onde duas raças, os Daleks e os Thals, seguem dois caminhos diferentes para sobreviver após uma guerra nuclear. |
| 1966 | Daleks – Invasion Earth: 2150 A.D.              | Gordon Flemyng                                                     | Baseado na série de TV da BBC. O Doutor e seus companheiros viajam na TARDIS para uma futura Londres devastada pela guerra com os Daleks. |
| 1967 | Journey to the Center of Time                   | David L. Hewitt                                                    | Os cientistas desenvolvem uma máquina do tempo e viajam para um futuro distante, onde a Terra está em perigo, e para um passado distante, até a era dos dinossauros. Um remake de The Time Travelers. |
| 1968 | Planet of the Apes                              | Franklin J. Schaffner                                              | George Taylor (interpretado por Charlton Heston) é um astronauta que viaja para a Terra em um futuro distante, devido aos efeitos da dilatação do tempo, e descobre que ela é habitada por macacos falantes e inteligentes. |
| 1970 | Beneath the Planet of the Apes                  | Ted Post                                                           | Brent, um astronauta, viaja para uma futura Terra governada por macacos. Sua busca pelo colega astronauta George Taylor o leva a uma cidade subterrânea de mutantes nucleares. |
| 1971 | Escape from the Planet of the Apes              | Don Taylor                                                         | Três macacos escapam da destruição da Terra salvando e reparando a nave espacial do astronauta George Taylor e pilotando-a através de um túnel do tempo até 1973. |
| 1972 | Slaughterhouse-Five                             | George Roy Hill                                                    | Um homem fica deslocado do tempo e vivencia os acontecimentos de sua vida em ordem aleatória, incluindo o tempo passado em uma civilização alienígena. |
| 1973 | Idaho Transfer                                  | Peter Fonda                                                        | Devido a um desastre iminente que ameaça destruir a humanidade, uma máquina do tempo é construída por um grupo de jovens cientistas para se transportarem ao futuro para reconstruir a civilização. |
| 1973 | Ivan Vasilievich: Back to the Future            | Leonid Gaidai                                                      | O engenheiro Shurik inventou uma máquina do tempo em seu apartamento. Por acidente, ele envia duas pessoas de volta à época de Ivan IV, enquanto o verdadeiro Ivan IV é enviado pela mesma máquina para o apartamento de Shurik. |
| 1978 | Superman                                        | Richard Donner                                                     | Superman circula a Terra em velocidades tremendas, permitindo-lhe viajar de volta no tempo, pouco antes de um terremoto criado por Lex Luthor. |
| 1978 | The Time Machine                                | Henning Schellerup                                                 | Uma adaptação do romance de Wells feita para a televisão, atualizando o cenário inicial para a década de 1970 contemporânea, com o personagem principal trabalhando para um empreiteiro de defesa americano. Depois de várias viagens no tempo, ele conhece os Eloi e os Morlocks de um futuro distante. |
| 1979 | Time After Time                                 | Nicholas Meyer                                                     | Usando uma máquina do tempo, Jack, o Estripador e H. G. Wells viajam de Londres de 1893 a São Francisco de 1979. |
| 1980 | The Final Countdown                             | Don Taylor                                                         | Uma tempestade no mar transporta um porta-aviões nuclear de volta no tempo, dos anos 1980 aos anos 1940. |
| 1980 | Somewhere in Time                               | Jeannot Szwarc                                                     | Um homem é cativado por uma foto antiga de uma bela atriz que ele sente estar ligada a ele de alguma forma. Através da auto-hipnose ele retorna ao passado e ao amor de sua vida. Adaptado do romance Bid Time Return, de Richard Matheson, que também escreveu o roteiro. |
| 1980 | The Day Time Ended                              | John Cardos                                                        | Uma supernova tripla abre uma fenda no espaço-tempo, impulsionando uma família para um futuro distante, onde são atacados por alienígenas monstruosos antes de encontrarem refúgio em uma cidade abobadada. |
| 1981 | Time Bandits                                    | Terry Gilliam                                                      | Um menino involuntariamente se junta a um bando de anões enquanto eles viajam no tempo em busca de tesouros. |
| 1982 | Timerider: The Adventure of Lyle Swann          | William Dear                                                       | Um motociclista competindo em uma corrida no deserto, sem saber, é pego no meio de um experimento de viagem no tempo e é transportado por meio de "canhões do tempo" para o Velho Oeste de 1875-1877. |
| 1983 | Toki o Kakeru Shōjo                             | Nobuhiko Obayashi                                                  | Uma estudante do ensino médio adquire acidentalmente a habilidade de viajar no tempo, o que a leva a reviver vários loops temporais. Baseado no romance de 1965 de Yasutaka Tsutsui, The Girl Who Leapt Through Time. |
| 1983 | Twilight Zone: The Movie                        | John Landis, Steven Spielberg, Joe Dante e George Miller           | Adaptações para a tela grande de três episódios clássicos da popular série de televisão de mesmo nome de Rod Serling dos anos 1950 e 1960, além de um novo segmento apresentando um fanático que é transportado para a vida de vítimas anteriores de racismo. |
| 1984 | The Ice Pirates                                 | Stewart Raffill                                                    | No final, os personagens passam por campos de tempo, o que faz com que suas idades mudem e também faz com que um casal conheça seu futuro filho em uma versão estranha da dilatação do tempo. |
| 1984 | The Terminator                                  | James Cameron                                                      | Um ciborgue (Arnold Schwarzenegger) é enviado de volta no tempo de 2029 a 1984 para destruir a humanidade matando a mãe de seu futuro salvador. |
| 1984 | The Philadelphia Experiment                     | Stewart Raffill                                                    | Em 1943, um experimento anti-radar envia acidentalmente dois marinheiros no tempo para 1984. Nancy Allen e Michael Paré estrelam este filme. |
| 1984 | Non ci resta che piangere                       | Roberto Benigni e Massimo Troisi                                   | O zelador da escola, Mario (Troisi), e o professor, Saverio (Benigni), sofrem uma pane no automóvel e decidem passar a noite em uma pousada. Na manhã seguinte, eles acordam na Florença do século XV. |
| 1985 | Back to the Future                              | Robert Zemeckis                                                    | Usando uma máquina do tempo instalada em um carro esportivo DeLorean, o adolescente Marty McFly intervém no primeiro encontro de seus pais, em 1955, evitando que eles se apaixonassem e colocando sua própria existência em perigo. |
| 1985 | Trancers                                        | Charles Band                                                       | Policial na distópica Angel City de 2247, a mente de Jack Deth é enviada de volta no tempo para o corpo de um dos seus ancestrais em Los Angeles de 1985 para caçar um criminoso que fez o mesmo. |
| 1985 | Cavegirl                                        | David Oliver                                                       | Em uma excursão escolar a uma caverna com pinturas da Idade da Pedra, Rex, um adolescente desajeitado, se perde. Um misterioso cristal abre um portal no tempo e o envia de volta à Idade da Pedra, onde conhece a linda garota Eba. |
| 1985 | My Science Project                              | Jonathan R. Betuel                                                 | Michael e Ellie invadem um ferro-velho militar para encontrar um projeto científico. Eles encontram um orbe que dobra o tempo perigosamente e precisam pará-lo para salvar o mundo. |
| 1985 | The Blue Yonder                                 | Mark Rossman                                                       | Um menino de 11 anos volta no tempo para evitar que seu avô faça um voo fatal através do Atlântico. Exibido no Disney Sunday Movie sob o nome Time Flyer. |
| 1986 | Peggy Sue Got Married                           | Francis Ford Coppola                                               | Peggy Sue Bodell desmaia na reunião do colégio. Quando ela acorda, ela se encontra em seu próprio passado, pouco antes de terminar o ensino médio. |
| 1986 | Biggles: Adventures in Time                     | John Hough                                                         | O vendedor de catering cai em um buraco no tempo até 1917, onde salva a vida de um arrojado piloto do Royal Flying Corps, depois que sua missão de reconhecimento fotográfico é abatida. Antes que ele possa descobrir o que aconteceu, ele retorna à década de 1980. |
| 1986 | Star Trek IV: The Voyage Home                   | Leonard Nimoy                                                      | Para salvar a Terra, o almirante James T. Kirk e sua tripulação viajam de volta a 1986 para recuperar e levar de volta as baleias jubarte, os únicos seres que podem se comunicar com uma sonda alienígena que está ameaçando a Terra. |
| 1986 | Flight of the Navigator                         | Randal Kleiser                                                     | Em 1978, um menino acaba 8 anos no futuro e descobre que uma nave alienígena o transportou para lá depois que ele experimentou uma dilatação extrema do tempo. |
| 1987 | Blind Chance / Przypadek                        | Krzysztof Kieślowski                                               | Este filme polaco apresenta três histórias diferentes, contadas sucessivamente, sobre um homem que corre atrás de um comboio; pequenas variações levam a enormes diferenças na vida do homem. O filme foi uma inspiração para Run Lola Run. |
| 1987 | Mirror for a Hero / Zerkalo dlya geroya         | Vladimir Khotinenko                                                | Dois homens viajam da URSS stalinista das décadas de 1980 a 1940 e revivem repetidamente um dia em uma cidade com minas de carvão. O homem mais velho espera poder expiar seu passado enquanto o mais jovem começa a compreender a vida anterior de seu pai. |
| 1987 | Timestalkers                                    | Michael Schulz                                                     | Um professor descobre evidências de um viajante do tempo em memorabilia do Velho Oeste e se envolve na tentativa de impedir o assassinato de Grover Cleveland por um vilão do século 26. |
| 1988 | The Navigator: A Medieval Odyssey               | Vincent Ward                                                       | Viajantes medievais da Inglaterra do século XIV atravessam a Terra e invadem a Nova Zelândia do século XX. |
| 1988 | Out of Time                                     | Robert Butler                                                      | Um policial do ano de 2088 (Abbott) é transportado de volta a 1988 enquanto persegue um criminoso que tenta fugir em uma máquina do tempo e conta com a ajuda de seu lendário bisavô (Maher) para perseguir o bandido. |
| 1989 | Field of Dreams                                 | Phil Alden Robinson                                                | Um homem constrói um campo de beisebol em sua fazenda para chamar de volta os jogadores de Chicago banidos devido ao escândalo do Black Sox. Ele tem sua própria chance de resolver sua culpa por seu falecido pai. |
| 1989 | Time Trackers                                   | Howard R. Cohen                                                    | Três viajantes do tempo do futuro e um policial do passado devem viajar para a Inglaterra Medieval para capturar um cientista desonesto que deseja usar a viagem no tempo para suas próprias necessidades. |
| 1989 | Back to the Future Part II                      | Robert Zemeckis                                                    | Marty McFly e Doc Brown viajam para 2015 para evitar que os filhos de Marty arruínem a reputação da família. Biff Tannen planeja dar um almanaque esportivo ao seu eu mais jovem em 1955 e ganhar milhões de dólares no jogo. Marty e Doc devem consertar a linha do tempo. |
| 1989 | Bill & Ted's Excellent Adventure                | Stephen Herek                                                      | Dois adolescentes (Alex Winter e Keanu Reeves) precisam de um “A” em história. Um viajante do tempo (George Carlin) os ajuda porque estão destinados a criar um futuro utópico. Eles viajam no tempo, encontrando figuras históricas como Sócrates, Joana D'Arc e Billy the Kid. |
| 1989 | Millennium                                      | Michael Anderson                                                   | Viajantes do tempo vindos de um futuro distante roubam pessoas já destinadas a morrer, como em acidentes de avião, para reabastecer a humanidade em seu próprio futuro desolado. Baseado no romance de John Varley de 1983. |
| 1989 | Warlock                                         | Steve Miner                                                        | Um feiticeiro do século XVII que foi condenado à morte por bruxaria é transportado para o século 20, seguido por um caçador de bruxas que deve impedir o feiticeiro de encontrar o Grande Grimório. |
| 1990 | Frankenstein Unbound                            | Roger Corman                                                       | Um cientista cria uma superarma que também causa mudanças no tempo. Ele é transportado para 1817, onde conhece o Doutor Frankenstein e seu monstro, bem como Mary Shelley, que baseia seu romance em fatos reais. |
| 1990 | Back to the Future Part III                     | Robert Zemeckis                                                    | Marty McFly volta a 1885 para impedir um bandido de matar Doc Brown em um duelo e trazê-lo de volta para casa em 1985. |
| 1991 | Aditya 369                                      | Singeetam Srinivasa Rao                                            | Aditya 369 é uma máquina do tempo, inventada pelo distraído professor Ram Das. Krishna, um jovem pós-graduado, Hema, e um contrabandista, Raja, querem adquirir a máquina por seus próprios motivos. |
| 1991 | Terminator 2: Judgment Day                      | James Cameron                                                      | Tendo falhado em evitar sua existência, a Skynet envia um exterminador que muda de forma de volta a 1995 para matar John Connor, de 10 anos, enquanto o futuro Connor envia um T-800 (Schwarzenegger) de volta para proteger seu passado e evitar um holocausto nuclear. |
| 1991 | Bill & Ted's Bogus Journey                      | Peter Hewitt                                                       | Duas versões robóticas malignas de Bill e Ted são enviadas de volta no tempo para matá-los. |
| 1991 | Godzilla vs. King Ghidorah                      | Kazuki Ōmori                                                       | Os terroristas do ano 2204 procuram destruir o Japão e evitar que este se torne uma superpotência económica. Eles viajam para 1944 e substituem Godzilla por três criaturas geneticamente modificadas, que se tornam o monstro, King Ghidorah. |
| 1992 | Army of Darkness                                | Sam Raimi                                                          | Ash (Bruce Campbell), funcionário de um supermercado, é enviado de volta no tempo por um livro específico ao século XIV para combater um exército de mortos-vivos. |
| 1992 | Freejack                                        | Geoff Murphy                                                       | Num futuro onde a viagem no tempo foi inventada, os ricos arrebatam pessoas da história um momento antes da sua morte para usarem os corpos como hospedeiros das suas próprias mentes após a morte. |
| 1992 | Timescape                                       | David Twohy                                                        | Pai e filha conhecem viajantes do futuro, que pretendem testemunhar uma catástrofe iminente. O filme é baseado no romance Vintage Season, de Henry Kuttner e C.L. Moore, e foi lançado em vídeo como Grand Tour: Disaster in Time. |
| 1992 | Split Infinity                                  | Stan Ferguson                                                      | Quando A.J., de 14 anos, cai de um palheiro e acorda em 1929 como irmã do avô, ela aprende o verdadeiro valor da família. |
| 1993 | Teenage Mutant Ninja Turtles III                | Stuart Gillard                                                     | As tartarugas voltam no tempo ao Japão feudal para resgatar sua amiga sequestrada, April. |
| 1993 | Les Visiteurs                                   | Jean-Marie Poiré                                                   | Um cavaleiro do século XII e seu servo são transportados por engano para o século XX e ficam à deriva na sociedade moderna. |
| 1993 | Philadelphia Experiment II                      | Stephen Cornwell                                                   | Uma experiência desastrosa em 1993 envia uma aeronave furtiva através de um portal do tempo para a Alemanha de 1943. Ao mesmo tempo, um marinheiro é puxado para dentro do portal e se encontra em uma versão de 1993, onde os nazistas venceram a Segunda Guerra Mundial. |
| 1993 | 12:01 PM                                        | Jack Sholder                                                       | Barry Thomas é um trabalhador de escritório comum que testemunha o assassinato de uma mulher por quem se sente atraído. Naquela noite, durante uma tempestade, Barry leva um choque causado pelo fio de alimentação defeituoso de uma lâmpada exatamente às 12h01. Nos dias seguintes, ele percebe que o mundo está preso em um loop temporal, sendo ele o único ciente disso. Barry deve impedir o assassinato e interromper o ciclo temporal, ou será pego no tempo para sempre. |
| 1993 | Groundhog Day                                   | Harold Ramis                                                       | O meteorologista Phil Connors (Bill Murray) está preso revivendo o dia 2 de fevereiro em Punxsutawney, Pensilvânia, o que o leva a reexaminar sua vida e prioridades. |
| 1994 | Time Chasers                                    | David Giancola                                                     | Um inventor amador viaja no tempo com um avião para impedir que um vilão mude a história em busca de lucro. |
| 1994 | A.P.E.X.                                        | Phillip J. Roth                                                    | Uma sonda de projeto de viagem no tempo do ano 2073 é enviada para o ano de 1973 e dá errado, criando uma linha do tempo alternativa devastada pela peste, cujos habitantes estão presos em uma batalha constante com robôs assassinos. O herói deve encontrar uma máquina do tempo semelhante neste mundo alternativo e evitar que o desastre aconteça. |
| 1994 | Star Trek Generations                           | David Carson                                                       | Os capitães da USS Enterprise, James T. Kirk e Jean-Luc Picard, se encontram através dos efeitos de uma fita de energia. |
| 1994 | Timecop                                         | Peter Hyams                                                        | A Time Enforcement Commission (TEC) é criada para evitar alterações no passado. Isso causa um dilema para o herói, Max Walker, que tem que impedir que os viajantes do tempo alterem o tempo, mas é tentado a fazê-lo sozinho, para evitar a morte de sua esposa. |
| 1995 | Jumanji                                         |                                                                    | Depois de ficar preso no mundo do jogo de tabuleiro Jumanji por 26 anos, após ser sugado por ele em 1969, Alan Parish é libertado pelos irmãos Judy e Peter Shepard. Reunindo-se com sua amiga de infância Sarah Whittle, os quatro trabalham juntos para terminar o jogo. Alan e Sarah são transportados de volta a 1969 e de volta aos corpos de suas crianças. |
| 1995 | 12 Monkeys                                      | Terry Gilliam                                                      | James Cole é enviado de volta no tempo para adquirir uma forma não mutada de um vírus que quase exterminou a humanidade. |
| 1996 | Christmas Every Day                             | Larry Peerce                                                       | Um filme de televisão americano baseado no conto de William Dean Howells de 1892, "Christmas Every Day". Um adolescente egoísta é forçado a reviver o mesmo Natal todos os dias até compreender o verdadeiro significado das festas de fim de ano. |
| 1996 | Doctor Who                                      | Geoffrey Sax                                                       | O Doutor, em sua oitava encarnação, enfrenta o Mestre na virada do milênio, 31 de dezembro de 1999. |
| 1996 | Star Trek: First Contact                        | Jonathan Frakes                                                    | A USS Enterprise segue os Borg de volta no tempo para impedi-los de alterar a história e impedir o primeiro vôo de dobra da Terra e o primeiro contato com os vulcanos. |
| 1997 | Retroactive                                     | Louis Morneau                                                      | Um agente do FBI viaja repetidamente no tempo para prevenir um crime. A situação piora a cada vez, até que ela decide deixar as coisas acontecerem. |
| 1997 | Time Under Fire                                 | Jeff Fahey                                                         | Um submarino dos EUA enfrenta uma fenda no tempo e uma unidade especial sai em missão para ver o que há do outro lado. Eles se encontram em uma América distópica alternativa, agora uma ditadura de um homem só, e decidem ajudar os rebeldes. |
| 1998 | Run Lola Run / Lola Rennt                       | Tom Tykwer                                                         | Lola precisa adquirir 100 mil marcos alemães para salvar seu namorado da máfia. O filme segue uma tentativa após outra de arrecadar o dinheiro, cada falha zerando o tempo e reiniciando sua corrida pelas ruas de Berlim. |
| 1998 | Lost in Space                                   | Stephen Hopkins                                                    | Em 2058, uma família empreende uma viagem a um sistema estelar próximo para iniciar uma emigração em grande escala de uma Terra que em breve se tornará inabitável, mas é desviada do curso por um sabotador do futuro e deve tentar encontrar o caminho de casa. |
| 1998 | Rebirth of Mothra III                           | Okihiro Yoneda                                                     | Mothra viaja de volta ao período Cretáceo para derrotar o malvado monstro espacial, King Ghidorah, enquanto ele é mais jovem e mais fraco. |
| 1999 | Time at the Top                                 | Timothy Busfield, Elisha Cuthbert, Gabrielle Boni, Matthew Harbour | Susan Shawson, de 14 anos, viaja no tempo no elevador de seu prédio, alterado por um físico aposentado que mora em seu prédio. Ele a transporta de 1998 de volta ao mesmo lugar em outros anos, dependendo da ordem dos botões pressionados. Em 1881, ela conhece Victoria Walker, uma garota de sua idade que precisa de ajuda com seus próprios problemas familiares. Juntos, Susan, Victoria e seu irmão mais novo, Robert, conseguem mudar o passado e o futuro.               |
| 1999 | Austin Powers: The Spy Who Shagged Me           | Jay Roach                                                          | Dr. Evil está de volta e inventa uma máquina do tempo que lhe permite voltar a 1969, para que ele possa roubar o charme de Austin Powers. |
| 1999 | Galaxy Quest                                    | Dean Parisot                                                       | Um salto de 13 segundos no tempo é todo o tempo que o ator principal Jason Nesmith (Tim Allen) precisa para salvar sua tripulação da morte. |
| 1999 | The Time Shifters                               | Mario Philip Azzopardi                                             | Um repórter percebe que os mesmos rostos continuam aparecendo em fotografias de desastres do século XX. Deduzindo que são viajantes do tempo, ele tenta salvar a história que conhece. |
| 1999 | Teen Knight                                     | Phil Comeau                                                        | Peter (Kris Lemche) ganha uma viagem para um parque medieval. Enquanto Peter e seus amigos visitam o castelo, Lord Drakin lança um feitiço e envia Peter e seus amigos de volta a 1383, onde eles têm que impedir Lord Drakin de tomar o castelo. Lançado em DVD como Medieval Park. |
| 1999 | Back to the '50s                                | Andrew Margetson                                                   | O grupo pop inglês S Club 7 é transportado para uma cidade deserta no ano de 1959 que está sob o controle de uma gangue que tem um xerife corrompido como aliado. O grupo descobre o destino de um chef local em uma lanchonete e tenta evitar coisas ruins, apesar das ameaças do xerife e da gangue. |
| 1999 | The Devil's Arithmetic                          | Donna Deitch                                                       | Um filme de TV sobre uma jovem que, durante o Seder de Páscoa de sua família, é transportada de volta para a Polônia em 1942 e enviada para um campo de extermínio. |
| 2000 | Frequency                                       | Gregory Hoblit                                                     | Um link de rádio acidental conecta pai e filho ao longo de 30 anos. O filho tenta salvar a vida do pai, mas depois deve consertar as consequências. |
| 2000 | Happy Accidents                                 | Brad Anderson                                                      | Uma mulher nova-iorquina com uma série de relacionamentos fracassados conhece um viajante do tempo do ano 2470. |
| 2000 | Ditto                                           | Kim Jung-kwon                                                      | Duas pessoas separadas no tempo conseguem de alguma forma conversar entre si usando um rádio amador. As pessoas em questão são dois alunos da mesma escola, um em 1979 e outro em 2000. |
| 2000 | The Kid                                         | Jon Turteltaub                                                     | Um consultor de imagem (Bruce Willis) de 40 anos é visitado por seu eu de 10 anos. |
| 2000 | For All Time                                    | Steven Schachter                                                   | Um homem de meia-idade encontra um relógio antigo que o transporta para 1896. Ele se apaixona e decide ficar. Ele quebra o relógio e vê a situação sob uma nova luz à medida que ocorrem complicações. |
| 2000 | Il Mare                                         | Lee Hyun-seung                                                     | Dois protagonistas vivem em uma casa no lago com dois anos de diferença, mas conseguem se comunicar através de uma misteriosa caixa de correio. Este filme inspirou o filme americano de 2006, The Lake House. |
| 2001 | Black Knight                                    | Gil Junger                                                         | Depois de cair no fosso fétido de um parque temático, um zelador (Martin Lawrence) rasteja para a Inglaterra do século XIV. |
| 2001 | Donnie Darko                                    | Richard Kelly                                                      | Um adolescente revive outubro de 1988 sem saber e é forçado por um homem vestido de coelho demoníaco a cometer crimes para redefinir a linha do tempo. |
| 2001 | Just Visiting                                   | Jean-Marie Poiré                                                   | Um cavaleiro medieval e seu servo viajam para a Chicago do século 21, conhecendo o descendente do cavaleiro. Mas eles devem viajar de volta ao seu tempo para garantir o nascimento dela. Remake do filme francês de 1993, Les Visiteurs. |
| 2001 | Kate & Leopold                                  | James Mangold                                                      | Um duque viaja no tempo de 1876 até o presente e se apaixona por uma mulher de carreira em Nova York. |
| 2001 | Pokémon 4Ever                                   | Kunihiko Yuyama Jim Malone                                         | O filme tem como foco Celebi, que viaja para o futuro com o jovem professor Oak enquanto é perseguido por um caçador. |
| 2001 | Halloweentown II: Kalabar's Revenge             | Kimberly J. Brown                                                  | Filme de TV: Neste filme do Disney Channel, Marnie Piper viaja no tempo em Halloweentown para encontrar um livro de feitiços que a ajudará a neutralizar o feitiço maligno colocado em Halloweentown. Para voltar ao tempo presente, Marnie e Luke viajam por um túnel do tempo em uma vassoura. |
| 2002 | 2009: Lost Memories (2009 loseuteu maemorijeu)  | Si-myung Lee                                                       | |
| 2002 | Returner                                        | Takashi Yamazaki                                                   | A raça humana está à beira da aniquilação após décadas de guerra com uma força alienígena. Num posto avançado no Tibete, a última esperança de sobrevivência da humanidade é um dispositivo de viagem no tempo. |
| 2002 | The Time Machine                                | Simon Wells                                                        | Neste remake da versão do filme dos anos 1960, dirigido pelo bisneto de H. G. Wells, o Dr. Alexander Hartdegen viaja para o futuro na esperança de encontrar um momento em que aprenderam como mudar o passado. No ano 802.701, ele se envolve em uma luta entre Eloi, que mora na superfície, e os Morlocks, que moram no subsolo. |
| 2002 | Time Changer                                    | Rich Christiano                                                    | Um professor da Bíblia de 1890 avança no tempo até o presente por meio de uma máquina do tempo e não consegue acreditar nas coisas que vê. |
| 2002 | Timequest                                       | Robert Dyke                                                        | Um viajante do tempo impede o assassinato de Kennedy e a história toma um rumo alternativo. |
| 2002 | Austin Powers in Goldmember                     | Jay Roach                                                          | Ao saber que seu pai foi sequestrado, Austin Powers deve viajar até 1975 e derrotar o vilão Goldmember – que está trabalhando com o Dr. Evil. |
| 2002 | Cube 2: Hypercube                               | Andrzej Sekuła                                                     | Um grupo de estranhos desperta misteriosamente em uma estrutura cúbica gigante em que cada sala distorce o espaço-tempo de uma maneira diferente. |
| 2003 | Bottom Live 2003: Weapons Grade Y-Fronts Tour   | Rick Mayall                                                        | Eddie Hitler constrói um banheiro que viaja no tempo, que ele chama de TURDIS. |
| 2003 | Fun2shh... Dudes in the 10th Century            | Imtiaz Punjabi                                                     | Sobre um grupo de amigos que acaba viajando de volta à Índia do século X. |
| 2003 | Timeline                                        | Richard Donner                                                     | Nesta adaptação cinematográfica do livro de Michael Crichton, arqueólogos viajam para a França medieval para resgatar seu professor e se encontram no meio de uma batalha. |
| 2003 | Terminator 3: Rise of the Machines              | Jonathan Mostow                                                    | Em 2032, a Skynet envia outro Exterminador do Futuro de volta no tempo, desta vez para 2004, em uma tentativa final de matar John Connor antes do inevitável holocausto nuclear sobre a humanidade. |
| 2004 | Harry Potter and the Prisoner of Azkaban        | Alfonso Cuarón                                                     | Hermione Granger recebe um Vira-Tempo da Professora McGonagall, para que ela possa assistir a mais aulas do que o tempo normalmente permitiria. Mais tarde, ela e Harry usam o Vira-Tempo para salvar Sirius Black e Buckbeak. |
| 2004 | Channel Chasers                                 | Butch Hartman                                                      | Punido a uma semana sem televisão, Timmy deseja entrar no mundo da televisão para escapar da dura realidade de sua vida. Infelizmente, porém, seu descuido com a magia leva sua babá tirânica a assumir o controle do mundo do futuro, e agora Timmy deve detê-la. |
| 2004 | Primer                                          | Shane Carruth                                                      | Dois amigos constroem uma máquina do tempo que lhes permite criar múltiplas linhas do tempo coexistentes. Os efeitos e consequências dessas linhas do tempo interativas mudam as personalidades dos personagens e arruínam sua amizade. |
| 2004 | The Butterfly Effect                            | Eric Bress & J. Mackye Gruber                                      | Um estudante universitário de psicologia (Ashton Kutcher) descobre que, ao ler os diários de sua infância, pode viajar temporariamente ao passado e habitar seu corpo mais jovem. Ao mudar os seus comportamentos passados, ele muda a sua vida atual, com consequências imprevistas. |
| 2004 | 13 Going on 30                                  | Gary Winick                                                        | Em 1987, uma menina de 13 anos deseja um aniversário e acorda como uma mulher de 30 anos. |
| 2005 | Fetching Cody                                   | David Ray                                                          | Atormentado com o vício em drogas de sua namorada, o pequeno vendedor de drogas Art (Jay Baruchel) usa uma máquina do tempo para viajar ao passado em uma aposta desesperada para mudar seu futuro. |
| 2005 | The Jacket                                      | John Maybury                                                       | Um amnésico veterano da Guerra do Golfo Pérsico (Adrien Brody) é submetido a um tratamento experimental que o faz avançar 15 anos. |
| 2005 | Slipstream                                      | David van Eyssen                                                   | Um cientista socialmente inepto (Sean Astin) e uma agente do FBI (Ivana Miličević) tentam recuperar um dispositivo de viagem no tempo (chamado "Slipstream") que foi roubado por um grupo de ladrões de banco. |
| 2005 | A Sound of Thunder                              | Peter Hyams                                                        | Por um preço extraordinário, a Time Safaris, Inc. levará os clientes através de um buraco de minhoca para caçar dinossauros. O enredo é vagamente baseado no conto de Ray Bradbury de 1952, com o efeito borboleta retratado como muito mais pronunciado. |
| 2005 | Summer Time Machine Blues                       | Katsuyuki Motohiro                                                 | Cinco universitários de um clube de ficção científica quebram o controle remoto do ar-condicionado. Na sede sufocante do clube, uma máquina do tempo aparece e eles voltam no tempo para recuperar um controlador funcional, mas isso causa complicações. |
| 2005 | Camp Slaughter                                  | Alex Pucci                                                         | Um filme de terror slasher em que um grupo de adolescentes atuais é enviado de volta a 1981 e descobre um acampamento de verão que está preso revivendo o dia em que um assassino demente entrou em violência. |
| 2006 | The Lake House                                  | Alejandro Agresti                                                  | Um romance de viagem no tempo onde duas pessoas que moram na mesma casa à beira de um lago, em momentos diferentes, conseguem trocar cartas através de sua caixa de correio e se apaixonar. |
| 2006 | Click                                           | Frank Coraci                                                       | Adam Sandler recebe um controle remoto que lhe permite avançar, pausar e retroceder sua vida. |
| 2006 | The Girl Who Leapt Through Time                 | Mamoru Hosoda                                                      | Uma adolescente descobre que pode saltar no tempo. Baseado no romance homônimo de Yasutaka Tsutsui de 1965. |
| 2006 | Idiocracy                                       | Mike Judge                                                         | Em 2005, um soldado comum chamado Joe Bowers (Luke Wilson) é selecionado para um programa de hibernação e é colocado em animação suspensa por um ano, mas acaba acidentalmente por quinhentos anos, e descobre que a raça humana do futuro evoluíram com menor inteligência, tornando-o facilmente o homem mais inteligente do mundo. |
| 2006 | Déjà Vu                                         | Tony Scott                                                         | Denzel Washington é um agente do ATF que investiga um ato terrorista e é convidado para ajudar em um projeto governamental de vigilância de viagens no tempo. |
| 2006 | Christmas Do-Over                               | Catherine Cyran                                                    | Em um remake de Christmas Every Day, um pai tem que repetir o dia de Natal indefinidamente até perceber o quão egoísta se tornou e mudar seus hábitos. |
| 2006 | Salvage                                         |                                                                    | Depois de terminar o turno da noite em uma loja de conveniência, Claire é assassinada em sua casa apenas para acordar na loja de conveniência e recomeçar o ciclo. Uma seleção oficial do Festival de Sundance de 2006. |
| 2007 | Uma Aventura no Tempo                           | Mauricio de Sousa                                                  | Os personagens de Turma da Mônica viajam no tempo em busca dos Quatro Elementos para salvar a realidade como a conhecemos. |
| 2007 | Next                                            | Lee Tamahori                                                       | Um mágico de Las Vegas, Nicolas Cage, capaz de ver e vivenciar cenários 2 minutos antes de eles realmente acontecerem, é alvo de um agente do FBI que tenta impedir um atentado. |
| 2007 | Bender's Big Score                              | Dwayne Carey-Hill                                                  | Os golpistas alienígenas descobrem o código da viagem no tempo tatuado nas nádegas de Philip J. Fry e o usam para enviar Bender de volta no tempo para roubar artefatos de valor inestimável. |
| 2007 | Meet the Robinsons                              | Stephen J. Anderson                                                | O jovem Lewis é levado ao ano de 2037 por seu futuro filho, Wilbur, para deter um "cara do chapéu-coco" que roubou a máquina de varredura de memória de Lewis. |
| 2007 | Mercedes Ray                                    | Tucker Lucas                                                       | Uma comédia de ficção científica sobre viagem no tempo sobre uma mulher pirata e solitária que viaja no tempo do século 21 (Amber Rae Bernhardt) que inadvertidamente causa um grande número de ex-presidentes dos EUA, liderados por um adversário e pré-presidencial Thomas Jefferson (Scott Edward Haugen) e um presidente ferozmente autopreservado, Abraham Lincoln (Scott Horvik), para chegarem direto ao futuro da América moderna.                                        |
| 2007 | Premonition                                     | Mennan Yapo                                                        | Uma dona de casa (Sandra Bullock) descobre que está vivendo os dias em torno da morte do marido em uma sequência não cronológica e tenta evitar sua morte. |
| 2007 | Secret                                          | Jay Chou                                                           | Uma estudante de música do ensino médio descobre que pode viajar no tempo com a ajuda de uma misteriosa peça de piano chamada "Segredo". |
| 2007 | Timecrimes                                      | Nacho Vigalondo                                                    | Um homem acidentalmente viaja de volta ao passado e se encontra lá. |
| 2007 | The Last Day of Summer                          |                                                                    | Luke, de 11 anos, realiza seu desejo de que todo dia seja o último dia de verão. |
| 2008 | Love Story 2050                                 | Harry Baweja                                                       | Sobre a viagem no tempo para uma Mumbai utópica na Índia de 2050. |
| 2008 | Minutemen                                       | Lev L. Spiro                                                       | Três párias do ensino médio usam uma máquina do tempo para salvar seus colegas de momentos embaraçosos. A viagem no tempo cria um buraco negro, que pode destruir o mundo. Um filme original do Disney Channel. |
| 2008 | Stargate: Continuum                             | Martin Wood                                                        | Em um filme direto para vídeo da franquia Stargate, Ba'al (Cliff Simon) muda a linha do tempo para que o SG-1 nunca exista. Três pessoas não foram afetadas pela mudança, mas não podem fazer nada até que Ba'al e os senhores do sistema cheguem. |
| 2009 | Star Trek                                       | J. J. Abrams                                                       | A tentativa de Spock de evitar uma supernova falha, resultando na destruição do mundo natal romulano. O capitão de um navio de mineração romulano culpa Spock, e tanto os romulanos quanto Spock caem em um buraco negro no passado, criando uma realidade alternativa. |
| 2009 | Pokémon: Arceus and the Jewel of Life           | Kunihiko Yuyama                                                    | Dialga envia Ash Ketchum, Brock, Dawn e Sheena de volta no tempo para evitar que Arceus ataque a humanidade. |
| 2009 | Mr. Nobody                                      | Jaco Van Dormael                                                   | Um drama romântico sobre Nemo Ninguém (Jared Leto), um homem de 118 anos e o último mortal na Terra, que se lembra de versões alternativas de sua vida e de três épocas em que sua vida foi mudada por uma decisão. |
| 2009 | The Time Traveler's Wife                        | Robert Schwentke                                                   | Um drama romântico sobre um bibliotecário de Chicago (Eric Bana) com um gene que o faz viajar involuntariamente no tempo e as complicações que isso cria para seu casamento. Baseado no romance de Audrey Niffenegger. |
| 2009 | Frequently Asked Questions About Time Travel    | Gareth Carrivick                                                   | Três amigos tentam resolver um enigma de viagem no tempo no meio de um pub britânico. Anna Faris interpreta uma garota do futuro que dá início à aventura. |
| 2009 | A Christmas Carol                               | Robert Zemeckis                                                    | Na véspera de Natal, o avarento agiota Ebenezer Scrooge (Jim Carrey) é visitado pelos Fantasmas do Natal Passado, Presente e Futuro, que o convencem a mudar seus hábitos. |
| 2009 | Land of the Lost                                | Brad Silberling                                                    | Um paleontólogo desonrado, seu assistente de pesquisa e um guia turístico macho se encontram em um mundo estranho e alternativo habitado por dinossauros, macacos e Sleestaks reptilianos depois de serem sugados por um vórtice espaço-temporal. |
| 2009 | Triangle                                        | Christopher Smith                                                  | Uma mulher que fez uma viagem de iate com suas amigas salta para outro navio após uma misteriosa condição climática e é pega em um terrível loop temporal. |
| 2010 | Action Replayy                                  | Vipul Amrutlal Shah                                                | Filme indiano. Um jovem chamado Bunty usa uma máquina do tempo criada pelo avô de sua namorada para conhecer seus próprios pais antes de se casarem e ajudá-los a desenvolver um relacionamento mais amoroso. |
| 2010 | The Disappearance of Haruhi Suzumiya            | Tatsuya Ishihara                                                   | Kyon é o único que sabe que dois de seus colegas estão desaparecidos e a realidade mudou. Para restaurar sua vida, ele reúne várias chaves para alimentar um dispositivo alienígena e viajar três anos no passado. |
| 2010 | Hot Tub Time Machine                            | Steve Pink                                                         | Quatro amigos passam uma noite louca e bêbada em uma banheira de hidromassagem em uma estação de esqui, apenas para viajar de volta no tempo até 1986. Cada um deles tem a oportunidade de alterar seu futuro. O filme é estrelado por John Cusack, Rob Corddry, Craig Robinson e Clark Duke. |
| 2010 | Repeaters                                       | Carl Bessai                                                        | Um grupo de presos em um centro de reabilitação é forçado a repetir o mesmo dia indefinidamente. |
| 2010 | Prince of Persia: The Sands of Time             | Mike Newell                                                        | Adaptação da Disney do videogame de mesmo nome. O Príncipe Dastan (Jake Gyllenhaal) tem que impedir que alguém mude a história usando uma adaga especial que, quando abastecida com uma "Areia do Tempo" especial, permite ao seu portador vivenciar o tempo de maneira diferente. |
| 2010 | Time Traveller: The Girl Who Leapt Through Time | Mamoru Hosoda                                                      | Uma adolescente descobre que pode saltar no tempo. Baseado no romance de 1965 de Yasutaka Tsutsui, The Girl Who Leapt Through Time. |
| 2010 | Yu-Gi-Oh! 3D: Bonds Beyond Time                 | Kenichi Takeshita                                                  | Os protagonistas da série Yusei Fudo, Jaden Yuki e Yugi Muto encontram Turbo Duelist Paradox, que é do futuro e que acredita que a única maneira de evitar que seu futuro aconteça é impedir a existência de Duel Monsters. |
| 2010 | Shrek Forever After                             | Mike Mitchell                                                      | Quando Shrek começa a sentir falta de sua antiga vida, ele faz um acordo com Rumpelstiltskin e é enviado para uma linha do tempo alternativa onde ele nunca existiu e onde Rumpelstiltskin governa. |
| 2011 | Ticking Clock                                   | Ernie Barbarash                                                    | James é um cara do ano de 2032 que volta no tempo com um relógio feito sob medida que é uma máquina do tempo. Ele viaja de volta no tempo para consertar sua vida, mas falha. |
| 2011 | Source Code                                     | Duncan Jones                                                       | O Capitão (Colter Stevens) morreu em um acidente de helicóptero e foi inserido em um programa de computador (Código Fonte) que o transfere para o corpo de uma pessoa falecida durante os últimos oito minutos de sua vida. Ele não pode mudar o passado, mas deve usar as informações provenientes dele para alterar o futuro e evitar um bombardeio. |
| 2011 | Midnight in Paris                               | Woody Allen                                                        | Ao visitar Paris com sua noiva, um escritor americano (Owen Wilson) descobre uma maneira de viajar de volta à década de 1920, permitindo-lhe misturar-se e inspirar-se em grandes nomes históricos como Ernest Hemingway, F. Scott Fitzgerald e Gertrude Stein. |
| 2011 | 12 Dates of Christmas                           | James Hayman                                                       | Kate se vê revivendo a véspera de Natal (incluindo um encontro às cegas com um homem chamado Miles) repetidas vezes. Ela deve descobrir como quebrar o ciclo – deveria tentar reconquistar seu ex-namorado Jack, ou deveria perseguir Miles, ou algo mais? |
| 2011 | O Homem do Futuro                               | Cláudio Torres                                                     | Quando um físico brilhante cria inadvertidamente uma máquina do tempo, ele volta 20 anos atrás, até a festa onde sua namorada o deixou. Mudar os acontecimentos daquela noite teve efeitos que ele não previu. |
| 2012 | Adhisaya Ulagam                                 | Shakthi Scott                                                      | Filme de aventura pré-histórica sobre viagens no tempo até a era dos dinossauros. O primeiro filme de dinossauro da Índia. |
| 2012 | Safety Not Guaranteed                           | Colin Trevorrow                                                    | Um filme de comédia inspirado em um anúncio classificado de 1997 na Backwoods Home Magazine, de uma pessoa pedindo alguém para acompanhá-lo em uma viagem no tempo. |
| 2012 | Men in Black 3                                  | Barry Sonnenfeld                                                   | O Agente J viaja no tempo até os primeiros anos do MIB, na década de 1960, para impedir que um alienígena assassine seu amigo, o Agente K, e mude a história. |
| 2012 | Looper                                          | Rian Johnson                                                       | Organizações criminosas contratam assassinos contratados, chamados Loopers, para matar humanos enviados a eles através de viagens no tempo. |
| 2012 | Dimensions                                      | Sloane U’Ren                                                       | Viagem no tempo, amor e traição na Inglaterra dos anos 1920. Um cientista brilhante fica obcecado em revisitar seu passado - não importa a que custo. O ciúme, o desejo e a ganância o cercam, obscurecendo seu julgamento e levando-o à loucura. |
| 2012 | Thermae Romae                                   | Hideki Takeuchi                                                    | O arquiteto romano Lucius viaja repetidamente para o Japão atual, onde se inspira nos banheiros e banheiros modernos. |
| 2012 | Mine Games                                      | Richard Gray                                                       | Um grupo de amigos em férias na floresta descobre seus próprios cadáveres e percebe que estão presos em um loop temporal. |
| 2013 | +1                                              | Dennis Iliadis                                                     | Três amigos de faculdade vão à maior festa do ano, onde um fenômeno misterioso perturba a noite, mergulhando rapidamente em um caos que desafia suas amizades. |
| 2013 | Hyperfutura                                     | James O'Brien                                                      | Num futuro distópico, cidadãos sem emprego são enviados para campos de trabalho e nunca mais se tem notícias deles. Adam Leben é um operário demitido. Para salvar sua vida, ele responde a um anúncio de um experimento de teste médico, mergulhando na toca do coelho da engenharia genética, controle da mente e viagem no tempo. Baseado no poema épico de Eric Kopatz. |
| 2013 | Ruby Red (German: Rubinrot)                     | Felix Fuchssteiner                                                 | Uma garota de 16 anos descobre que herdou o gene da viagem no tempo de sua família. Para viajar no tempo com segurança, ela precisa cooperar com uma ordem secreta de viajantes do tempo que têm uma tarefa especial para ela no século XVII. |
| 2013 | Haunter                                         | Vincenzo Natali                                                    | O fantasma de uma adolescente, Lisa Johnson (Abigail Breslin) que, junto com sua família, vive revivendo o mesmo dia (embora seja a única ciente disso) tenta proteger uma jovem, Olivia (Eleanor Zichy) e sua família. de um serial killer morto, o Homem Pálido (Stephen McHattie), que pode possuir os vivos. |
| 2013 | I'll Follow You Down                            | Richie Mehta                                                       | Um professor atual desaparece, viajando no tempo para visitar Albert Einstein. Doze anos depois, seu filho em idade universitária o segue para descobrir o porquê. |
| 2013 | Shree                                           | Rajesh Bachchani                                                   | Como parte de um experimento, um homem, sem saber, viaja para o futuro apenas para descobrir que será acusado de uma série de assassinatos. |
| 2013 | The A.R.K. Report                               | Shmuel Hoffman                                                     | Neste curta-metragem, uma jovem viaja para o futuro para encontrar a antiga Arca da Aliança e evitar que ela caia nas mãos de um exército do mal. |
| 2013 | Coherence                                       | James Ward Byrkit                                                  | Na noite de uma anomalia astronômica, oito amigos em um jantar vivenciam uma cadeia perturbadora de eventos que distorcem a realidade. |
| 2013 | About Time                                      | Richard Curtis                                                     | O pai de Tim conta ao filho que os homens da família sempre tiveram a capacidade de viajar no tempo. Tim faz inúmeras viagens ao passado para mudar suas circunstâncias e as de seus amigos. |
| 2013 | Rewind                                          | Jack Bender                                                        | Uma equipe de cientistas e militares viaja no tempo até a década de 1920 para mudar o passado e evitar um grande ataque terrorista na atual Nova York. |
| 2013 | 11 A.M.                                         | Kim Hyun-seok                                                      | Um grupo de pesquisadores de viagens no tempo em uma instalação em águas profundas faz seu primeiro teste 24 horas no futuro, apenas para descobrir que a instalação está perto da destruição. Eles escapam de volta ao presente, mas têm menos de 24 horas para evitar a tragédia que se aproxima. Filme coreano. |
| 2014 | Mr. Peabody & Sherman                           | Rob Minkoff                                                        | As aventuras de viagem no tempo de um canino antropomórfico e seu filho humano adotivo, enquanto eles se esforçam para consertar uma fenda no tempo que criaram. |
| 2014 | X-Men: Days of Future Past                      | Bryan Singer                                                       | Os X-Men enviam a consciência de Wolverine para 1973 para evitar uma guerra entre os Sentinelas e os mutantes. |
| 2014 | Edge of Tomorrow                                | Doug Liman                                                         | Um oficial (Tom Cruise) se vê preso em um loop temporal em uma guerra com uma raça alienígena. Baseado no romance de 2004, All You Need Is Kill, de Hiroshi Sakurazaka. |
| 2014 | Predestination                                  | Michael e Peter Spierig                                            | Um agente temporal volta no tempo para capturar um infame terrorista conhecido como "Fizzle Bomber" e conhece diferentes versões de si mesmo. Baseado no conto "All You Zombies", de Robert A. Heinlein. |
| 2014 | Time Lapse                                      | Bradley King                                                       | Um grupo de amigos descobre uma máquina que pode tirar fotos de coisas 24 horas no futuro e os problemas que essa máquina causa. |
| 2014 | Interstellar                                    | Christopher Nolan                                                  | Situado num futuro próximo, uma tripulação de astronautas viaja através de um buraco de minhoca para encontrar um novo planeta adequado para a humanidade, experimentando a dilatação do tempo em várias ocasiões. |
| 2014 | Premature                                       | Dan Beers                                                          | Em um dos dias mais importantes de sua vida, Rob, um aluno do último ano do ensino médio, se vê em um loop temporal que é acionado toda vez que ele ejacula. |
| 2014 | The Infinite Man                                | Hugh Sullivan                                                      | As tentativas de um homem de construir o melhor fim de semana romântico saem pela culatra quando sua busca pela perfeição prende sua amante em um loop infinito. |
| 2014 | Movement and Location                           | Alexis Boling                                                      | Um imigrante de 400 anos no futuro é enviado de volta no tempo para viver uma vida mais fácil. |
| 2014 | The History of Time Travel                      | Ricky Kennedy                                                      | Um documentário de ficção humorístico sobre a criação da primeira máquina do tempo do mundo, os homens que a criaram e as ramificações involuntárias que ela tem nos acontecimentos mundiais. |
| 2015 | Filght World War II                             | Emile Edwin Smith                                                  | Depois de passar por uma terrível tempestade, um jato de passageiros americano é transportado de volta a 1940, onde as forças aliadas e do Eixo estão lutando na 2ª Guerra Mundial. |
| 2015 | Project Almanac                                 | Dean Israelite                                                     | Um grupo de adolescentes constrói uma máquina do tempo, com base nos projetos que o pai do personagem principal estava desenvolvendo para o exército dos Estados Unidos. |
| 2015 | Hot Tub Time Machine 2                          | Steve Pink                                                         | A sequência de Hot Tub Time Machine. |
| 2015 | Synchronicity                                   | Jacob Gentry                                                       | Um físico que inventa uma máquina do tempo deve viajar de volta ao passado para descobrir a verdade sobre sua criação e a mulher que está tentando roubá-la. |
| 2015 | Indru Netru Naalai                              | R. Ravikumar                                                       | Um cientista em 2065 inventa uma máquina do tempo e, para provar sua capacidade, a envia de volta para 2015. No entanto, a máquina é descoberta por três pessoas que a utilizam por motivos próprios. O primeiro filme de ficção científica indiano em língua tâmil. |
| 2015 | Counter Clockwise                               | George Moïse                                                       | Um cientista acidentalmente inventa uma máquina do tempo que o transporta seis meses no futuro. |
| 2015 | Terminator Genisys                              | Alan Taylor                                                        | Em 2029, Kyle Reese volta no tempo para proteger Sarah Connor, conforme estabelecido anteriormente em O Exterminador do Futuro. Quando Reese chega em 1984, ele encontra uma cronologia totalmente nova, onde Sarah foi treinada em combate desde a infância. Eles tentam descobrir como evitar o Dia do Julgamento. |
| 2015 | Kung Fury                                       | David Sandberg                                                     | Filme curto. Um policial artista marcial viaja das décadas de 1980 a 1940 para lutar contra Adolf Hitler, fazendo um desvio para a época dos Vikings no processo. |
| 2016 | Paradox                                         | Michael Hurst                                                      | Quando um cientista de uma equipe que trabalha em um projeto de viagem no tempo viaja com sucesso uma hora no futuro, ele retorna com notícias chocantes. |
| 2016 | Batman v Superman: Dawn of Justice              | Zack Snyder                                                        | O Flash viaja de volta no tempo para alertar Bruce Wayne sobre futuros eventos apocalípticos. |
| 2016 | Alice Through the Looking Glass                 | James Bobin                                                        | Alice usa a Cronosfera para viajar no tempo, onde encontra as versões mais jovens do Chapeleiro Maluco e da Rainha de Copas. |
| 2016 | 24                                              | Vikram Kumar                                                       | Filme indiano sobre um cientista chamado Sethuraman que inventa uma máquina do tempo na forma de um relógio, mas seu irmão gêmeo malvado, Athreya, fará de tudo para conseguir o dispositivo para si. |
| 2016 | Aatadukundam Raa                                | G. Nageswara Reddy                                                 | Filme de romance de ação indiano envolvendo viagem no tempo para a Índia antiga. |
| 2016 | Baar Baar Dekho                                 | Nitya Mehra                                                        | Drama romântico indiano sobre um homem que tenta consertar seu relacionamento avançando e retrocedendo no tempo. |
| 2016 | Doctor Strange                                  | Scott Derrickson                                                   | Doutor Estranho entra na Dimensão das Trevas e usa o Olho de Agamotto para criar um loop temporal em torno dele e de Dormammu. Depois de matar Strange repetidamente sem sucesso, Dormammu finalmente cede à exigência de Strange de deixar a Terra. |
| 2016 | Your Name                                       | Makoto Shinkai                                                     | Dois estudantes do ensino médio começam a trocar de corpo e a formar um relacionamento, apesar de viverem com três anos de diferença. |
| 2017 | Before I Fall                                   | Ry Russo-Young                                                     | Uma popular estudante do último ano do ensino médio revive o mesmo dia continuamente. |
| 2017 | Happy Death Day                                 | Christopher B. Landon                                              | Uma jovem esnobe é assassinada em sua festa de aniversário. Ela acorda na manhã de sua morte, viva, enfrentando o mesmo dia repetidas vezes. |
| 2017 | Naked                                           | Michael Tiddes                                                     | Um homem nu é pego em um loop temporal no dia de seu casamento. |
| 2017 | Time Trap                                       | Mark Dennis e Ben Foster                                           | Um grupo de estudantes em uma área remota do Texas, em busca de seu professor desaparecido, descobre por acidente uma caverna misteriosa. Ao explorar a caverna, o grupo vivencia uma série de eventos bizarros e perigosos relacionados à distorção do espaço-tempo causada pela dilatação do tempo. |
| 2017 | The Endless                                     | Justin Benson, Aaron Moorhead                                      | Dois irmãos retornam ao campo de 'culto da morte OVNI' onde foram criados e encontram pessoas presas em loops temporais. |
| 2017 | Jumanji: Welcome to the Jungle                  | Jake Kasdan                                                        | Em 1996, o adolescente Alex fica preso no videogame Jumanji, ele só sente que demorou alguns meses para descobrir pelas pessoas recém-sugadas pelo jogo que 21 anos se passaram e, depois de vencer o jogo, ele se vê trazido de volta. até 1996 em seu corpo adolescente. |
| 2018 | When We First Met                               | Ari Sandel                                                         | Um cara apaixonado usa uma photobox para viajar no tempo e mudar sua vida. |
| 2018 | A Wrinkle in Time                               | Ava DuVernay                                                       | A estudante do ensino médio de 13 anos, Meg Murry, luta para se ajustar à vida escolar e doméstica desde que seu pai, Alex, um renomado cientista, desapareceu misteriosamente. |
| 2018 | Tamizh Padam 2                                  | C. S. Amudhan                                                      | Filme de paródia indiano envolvendo viagem no tempo à Índia antiga no século III aC. |
| 2018 | Time Freak                                      | Andrew Bowler                                                      | Quando um estudante de física é abandonado pela namorada, ele inventa uma máquina do tempo e a usa para voltar no tempo a fim de consertar todos os erros que cometeu durante o relacionamento. |
| 2018 | The Last Sharknado: It's About Time             | Anthony C. Ferrante                                                | Para salvar o mundo do "sharknadoes" titular, Fin Shepard, sua esposa April e seus amigos Nova, Bryan e Skye viajam no tempo para destruir as tempestades em diferentes épocas históricas. |
| 2019 | Happy Death Day 2U                              | Christopher B. Landon                                              | Tree Gelbman descobre que morrer repetidamente foi surpreendentemente mais fácil do que os perigos que estão por vir. |
| 2019 | The Lego Movie 2: The Second Part               | Mike Mitchell                                                      | Rex Dangervest (uma versão de Emmet do Futuro), viaja no tempo para salvar seu passado da Escadaria e o torna durão para que ele possa invadir o casamento da Rainha Watevra Wa'Nabi e iniciar nosso momagedom, para que ele possa vingar seus amigos que o abandonaram. . |
| 2019 | Non ci resta che il crimine                     | Massimiliano Bruno                                                 | Três amigos entram em um buraco de minhoca e voltam no tempo para 1982 em Roma, Itália. |
| 2019 | See You Yesterday                               | Stefon Bristol                                                     | Um ambicioso prodígio científico cria máquinas do tempo para salvar seu irmão de um incidente fatal. Ao tentar alterar os acontecimentos do passado, ela acabará enfrentando as perigosas consequências da viagem no tempo. |
| 2019 | Avengers: Endgame                               | Anthony e Joe Russo                                                | Os Vingadores viajam de volta no tempo para os eventos de Os Vingadores (2012), Thor: O Mundo Sombrio (2013) e Guardiões da Galáxia (2014) para recuperar as Jóias do Infinito. Uma batalha final ocorre após os implantes cibernéticos de Nebulosa interagirem com os de seu homólogo de 2014 e alertar Thanos de 2014 sobre seus planos para reverter o Estalo de Vingadores: Guerra Infinita.                                                                                   |
| 2019 | Scary Stories to Tell in the Dark               | André Øverdal                                                      | No terceiro ato, a personagem principal, Stella Nicholls, é temporariamente levada de volta no tempo e vivencia o momento de sua vida da principal antagonista, Sarah Bellow, onde foi atormentada por sua família. |
| 2019 | In the Shadow of the Moon                       | Jim Mickle                                                         | Um policial da Filadélfia luta contra uma obsessão de longa data para rastrear um misterioso serial killer cujos crimes desafiam qualquer explicação. |
| 2019 | Hello World                                     | Tomohiko Itō                                                       | Um homem viaja no tempo a partir do ano de 2027 para reviver seus anos escolares e corrigir uma má decisão em sua vida. |
| 2019 | Terminator: Dark Fate                           | Tim Miller                                                         | Um novo Exterminador do Futuro (Gabriel Luna) é enviado do futuro para eliminar o novo futuro líder da humanidade, após a morte de John Connor. |
| 2020 | Bill & Ted Face the Music                       | Dean Parisot                                                       | Bill e Ted vão ao futuro para obter a música que estavam destinados a escrever e salvar a realidade antes que ela entre em colapso, enquanto suas filhas vão ao passado para resgatar músicos para ajudar seus pais. |
| 2020 | Tenet                                           | Christopher Nolan                                                  | The plot follows a secret agent (John David Washington) as he manipulates the flow of time to prevent World War III. |
| 2020 | Boss Level                                      | Joe Carnahan                                                       | Um soldado aposentado das forças especiais tenta escapar de um loop temporal sem fim que resulta em sua morte. |
| 2020 | Palm Springs                                    | Max Barbakow                                                       | Dois estranhos se conhecem em um casamento em Palm Springs e ficam presos em um loop temporal |
| 2021 | Dikkiloona                                      | Karthik Yogi                                                       | Filme indiano sobre um homem que tenta mudar seu passado viajando no tempo. |
| 2021 | The Map of Tiny Perfect Things                  | Lev Grossman                                                       | Dois adolescentes criam rotinas e momentos perfeitos enquanto estão presos juntos em um loop temporal. |
| 2021 | Hi, Mom                                         | Jia Ling                                                           | Uma jovem é transportada de volta no tempo, desde o leito de morte de sua mãe, em 2001, até 1981, um ano antes de seu nascimento. Ela faz amizade com sua mãe e tenta prepará-la para uma vida melhor. |
| 2021 | Zack Snyder's Justice League                    | Zack Snyder                                                        | Barry Allen (The Flash) entra na Força de Aceleração e reverte o tempo para impedir a Unidade das Caixas Maternas. |
| 2021 | The Tomorrow War                                | Chris McKay                                                        | O mundo fica surpreso quando um grupo de viajantes do tempo chega do ano 2051 para entregar uma mensagem urgente: trinta anos no futuro, a humanidade está perdendo uma guerra global contra uma espécie alienígena mortal. |
| 2021 | Maanaadu                                        | Venkat Prabhu                                                      | Filme indiano. Um homem e um policial ficam presos em um loop temporal no dia da conferência pública do ministro-chefe. Apesar de tentarem escapar, eles devem viver o mesmo dia repetidamente. |
| 2022 | The Adam Project                                | Shawn Levy                                                         | O piloto de caça Adam Reed (Ryan Reynolds) faz um pouso forçado em 2022 a partir de 2050, onde se une a seu eu de 12 anos para salvar seu futuro. |
| 2022 | Bimbisara                                       | Mallidi Vassishta                                                  | Sobre o antigo rei indiano Bimbisara, que viaja no tempo até a Índia moderna. |
| 2023 | Indiana Jones and the Dial of Destiny           | James Mangold                                                      | Uma versão ficcional do mecanismo de Anticítera é usada pelos nazistas na tentativa de reescrever a Segunda Guerra Mundial, mas em vez disso os leva de 1969 a 212 aC, até o Cerco de Siracusa. |

## Viagem no tempo em séries de televisão
A viagem no tempo é um tema recorrente em programas de televisão de ficção científica. A lista abaixo cobre séries de televisão para as quais a viagem no tempo é fundamental para a premissa e direção do enredo e cenário.
| Data de início                 | Data final                  | Título                                                                   | Criador(es)                                                                                | Descrição |
| ------------------------------ | --------------------------- | ------------------------------------------------------------------------ | ------------------------------------------------------------------------------------------ | --- |
| 1951                           | 1956                        | Captain Z-Ro                                                             | Roy Steffens                                                                               | O cientista Capitão Z-Ro, trabalhando em seu laboratório remoto, protege a humanidade e a história de perigos. Com sua máquina do tempo, ele visualiza a história e envia alguém de volta no tempo, quando o passado foi alterado. |
| 1959                           | 1960                        | The Rocky and Bullwinkle Show – "Peabody's Improbable History" segmentos |                                                                                            | Mr. Peabody e Sherman viajam para diferentes lugares e eventos da história usando a máquina do tempo WABAC. |
| 1963 (clássico) 2005 (revival) | 1989 (clássico) – (revival) | Doctor Who                                                               | Sydney Newman (clássico), Russell T Davies, Steven Moffat, Chris Chibnall (revival)        | Um Time Lord chamado "o Doutor", um ser extraterrestre, aparentemente humano, do planeta Gallifrey explora o universo em uma nave espacial que viaja no tempo chamada TARDIS. Acompanhado por vários companheiros, o Doutor combate uma variedade de inimigos enquanto trabalha para salvar civilizações e ajudar as pessoas necessitadas. |
| 1966                           | 1967                        | It's About Time                                                          | Sherwood Schwartz                                                                          | Dois astronautas viajam acidentalmente para a Terra pré-histórica. Incapazes de retornar, eles fazem amizade com pessoas das cavernas. Quando retornam, inadvertidamente trazem alguns consigo, que precisam aprender a conviver na década de 1960. |
| 1966                           | 1967                        | The Time Tunnel                                                          | Irwin Allen                                                                                | Numa demonstração, um cientista liga o túnel do tempo experimental, onde se encontra a bordo do R.M.S. Titanic. Outro se junta a ele e ambos ficam presos no tempo. Cada semana eles têm uma nova aventura na história. |
| 1970                           | 1971                        | Catweazle                                                                | Richard Carpenter                                                                          | Um bruxo do século 11 viaja acidentalmente para a Inglaterra de 1969. Ele comete muitos erros engraçados ao tentar encontrar o caminho de volta para casa. |
| 1970                           | 1971                        | Timeslip                                                                 | John Cooper                                                                                | Duas crianças que viajam no tempo visitam o passado e o futuro. |
| 1972                           | 1972                        | Time Traveller                                                           | Yasutaka Tsutsui                                                                           | Baseado no romance de 1965 de Yasutaka Tsutsui, The Girl Who Leapt Through Time. Uma estudante do ensino médio adquire acidentalmente a habilidade de viajar no tempo, o que a leva a reviver vários loops temporais. |
| 1974                           | 1976                        | Land of the Lost                                                         | Sid e Marty Krofft                                                                         | Uma família está presa em um universo alternativo habitado por dinossauros, um povo do tipo primata chamado Pakuni e criaturas humanóides/lagartos agressivas chamadas Sleestak. |
| 1979                           | 1982                        | Sapphire & Steel                                                         | Peter J. Hammond                                                                           | Dois agentes interdimensionais que viajam no tempo protegem e guardam a ordem do tempo neste drama britânico. |
| 1982                           | 1983                        | Voyagers!                                                                | James D. Parriott                                                                          | Um membro de uma liga de viajantes do tempo, chamada Voyagers, e um menino viajam no tempo reparando erros na história mundial. |
| 1986                           | 1986                        | Outlaws                                                                  | Nicholas Corea                                                                             | Cinco cowboys da década de 1880 são enviados para 1986 por um raio. Sem ter como voltar para casa, eles abrem uma agência de detetives para ganhar a vida. |
| 1988                           | 1988                        | Moondial                                                                 | Helen Cresswell                                                                            | Uma menina viaja ao passado com a ajuda de um relógio lunar, onde conhece duas crianças de séculos anteriores e as ajuda em suas vidas infelizes. |
| 1988                           | 2017                        | Red Dwarf                                                                | Rob Grant & Doug Naylor                                                                    | Após 3 milhões de anos, Dave Lister deixa a estase como o último ser humano vivo. Ele está a bordo da nave Red Dwarf, no espaço profundo e viajando quase à velocidade da luz. A viagem no tempo é frequente na série – geralmente para o passado. |
| 1988                           | 1999                        | Mystery Science Theater 3000                                             | Joel Hodgson                                                                               | Nas temporadas posteriores, Mike Nelson e seus colegas robôs viajam no tempo, terminando em lugares como a Roma antiga. Além disso, ao longo da série, são exibidos filmes tendo a viagem no tempo como tema principal. |
| 1988                           | 1989                        | Gunbuster                                                                | Hideaki Anno                                                                               | Segue um grupo de pilotos controlando trajes mecânicos avançados lutando contra alienígenas que tentam destruir a raça humana, muitas vezes enfrentando dilatação do tempo. |
| 1989                           | 1993                        | Quantum Leap                                                             | Donald P. Bellisario                                                                       | Sam Beckett fica preso em seu passado durante um experimento de viagem no tempo e, ao tentar retornar ao presente, toma temporariamente o lugar de outras pessoas e corrige erros históricos, desencadeando assim o próximo salto no tempo. Em suas viagens, ele é auxiliado por um holograma de seu amigo Al. |
| 1990                           | 1991                        | Bill & Ted's Excellent Adventures                                        |                                                                                            | Um spin-off animado dos filmes Bill & Ted's Excellent Adventure e Bill & Ted's Bogus Journey |
| 1991                           | 1992                        | Back to the Future: The Animated Series                                  | Bob Gale                                                                                   | Um spin-off animado que continua desde Back to the Future Part III. |
| 1992                           | 1993                        | Bill & Ted's Excellent Adventures                                        |                                                                                            | Um spin-off live action dos filmes Bill & Ted's Excellent Adventure e Bill & Ted's Bogus Journey |
| 1993                           | 1999                        | Goodnight Sweetheart                                                     | Laurence Marks e Maurice Gran                                                              | AUm viajante acidental do tempo, Gary Sparrow, leva uma vida dupla depois de descobrir um portal do tempo que lhe permite viajar entre a Londres dos anos 1990 e a Londres do tempo de guerra de 1939-1945. |
| 1993                           | 1994                        | Time Trax                                                                | Criadores: Harve Bennett, Jeffrey M. Hayes, Grant Rosenberg·                               | Um policial do século 22 (Dale Midkiff) volta ao presente para rastrear fugitivos do futuro. |
| 1994                           | 1994                        | Toki o Kakeru Shōjo                                                      | Yasutaka Tsutsui, Ryoichi Kimizuka                                                         | Baseado no romance de 1965 de Yasutaka Tsutsui, The Girl Who Leapt Through Time. Uma estudante do ensino médio adquire acidentalmente a habilidade de viajar no tempo, o que a leva a reviver vários loops temporais. |
| 1996                           | 1999                        | Beast Wars: Transformers                                                 | Bob Forward, Larry DiTillio                                                                | Sequela de Os Transformers. Na Terra pré-histórica, o líder Predacon, Megatron, planeja mudar a história, garantindo o domínio Predacon no futuro. |
| 1997                           | 1997                        | Crime Traveller                                                          | Anthony Horowitz                                                                           | Jeff Slade (Michael French) usa uma máquina do tempo para testemunhar crimes do passado e depois resolvê-los no presente. |
| 1998                           | 2001                        | Seven Days                                                               | Christopher & Zachary Crowe                                                                | Um ramo secreto da NSA usa uma máquina do tempo para viajar no tempo e evitar desastres. A máquina, que foi encontrada em Roswell, Novo México, só pode retroceder sete dias. |
| 1999                           | 2001                        | Twice in a Lifetime                                                      | Steve Sohmer                                                                               | Indivíduos que chegaram ao fim de suas vidas em uma linha do tempo têm três dias para viajar ao passado e convencer seus eus mais jovens a fazerem uma escolha diferente em um momento crucial de suas vidas. |
| 1999                           | 2006                        | Lorong Waktu                                                             | Deddy Mizwar                                                                               | Série de TV do Ramadã. Aventura islâmica de um Ustād que encontrou uma máquina do tempo. |
| 2000                           | 2001                        | Mirai Sentai Timeranger                                                  |                                                                                            | Quatro policiais viajam do ano 3.000 ao ano 2.000 para prender fugitivos do tempo. |
| 2000                           | 2005                        | Andromeda                                                                | Criadores: Robert Hewitt Wolfe e com base em conceitos não utilizados por Gene Roddenberry | Segue o Capitão Dylan Hunt depois que ele viaja 300 anos no futuro como resultado da dilatação do tempo e descobre que o sistema galáctico sob o qual viveu foi derrubado por 300 anos, deixando o universo no caos, e ele deve usar seu conhecimento do passado, bem como uma nova tripulação, para mais uma vez trazer equilíbrio à galáxia. A dilatação do tempo aparece frequentemente na série, mas a viagem no tempo normal é usada uma vez. |
| 2000                           | 2006                        | Star Trek: Enterprise                                                    | Criadores: Rick Berman, Brannon Braga                                                      | Várias espécies do século 30 estão travando uma “Guerra Fria Temporal” que está interferindo na vida do século 22, o que afeta a vida da tripulação da Enterprise (NX-01). |
| 2001                           | 2004                        | Samurai Jack                                                             | Genndy Tartakovsky                                                                         | Um antigo demônio joga o herói, Samurai Jack, no futuro, para ter tempo suficiente para conquistar o mundo. |
| 2001                           | 2003                        | Time Squad                                                               | Dave Wasson                                                                                | Policiais do tempo do ano 1.000.000.000 DC viajam de volta no tempo para impedir que figuras históricas famosas desviem o curso da história. Uma série do Cartoon Network. |
| 2001                           | 2001                        | Power Rangers Time Force                                                 |                                                                                            | Quatro policiais viajam do ano 3.000 ao ano 2.001 para prender fugitivos do tempo. Adaptação americana de Mirai Sentai Timeranger. |
| 2002                           | 2004                        | Odyssey 5                                                                | Manny Coto, David Carson                                                                   | Depois de testemunhar a destruição da Terra a partir do espaço, cinco astronautas são enviados de volta no tempo para determinar como a Terra foi destruída e evitar que isso aconteça. |
| 2002                           | 2003                        | Do Over                                                                  | Rick Wiener e Kenny Schwarz                                                                | Joel Larsen (Penn Badgley), de 34 anos, sofre um acidente que o remete a 1981, quando tinha 14 anos. Ele acorda em seu corpo adolescente, com suas memórias de adulto intactas. Com a sabedoria adulta, embora prejudicado pelos impulsos da adolescência, Joel decide corrigir os erros que acontecerão à sua família. |
| 2002                           | 2002                        | That Was Then                                                            | Dan Cohn, Jeff Kline, Jeremy Miller                                                        | Um jovem de 30 anos que se arrepende dos erros do passado volta ao ensino médio e tem a chance de refazer algumas coisas. |
| 2003                           | 2005                        | Tru Calling                                                              | Jon Harmon Feldman                                                                         | Uma jovem (Eliza Dushku) que trabalha no necrotério da cidade recebe pedidos de cadáveres para impedir suas mortes prematuras e acorda no dia anterior para tentar salvá-los. |
| 2004                           | 2004                        | 5ive Days to Midnight                                                    | Robert Zappia, David Aaron Cohen, Anthony Peckham e Cindy Myers                            | Quando o professor universitário J.T. Neumeyer (Timothy Hutton) descobre um arquivo policial que descreve os detalhes de seu assassinato - que ocorrerá cinco dias no futuro - ele não perde tempo tentando salvar sua própria vida. |
| 2004                           | 2010                        | Lost                                                                     | J. J. Abrams, Damon Lindelof & Carlton Cuse                                                | Sobreviventes de um acidente de avião em uma ilha misteriosa no sul do Oceano Pacífico. Desmond Hume fica "parado no tempo" devido à radiação eletromagnética. Outros personagens saltam erraticamente para frente e para trás no tempo |
| 2004                           | 2006                        | Phil of the Future                                                       | Douglas Tuber e Tim Maile                                                                  | Uma família tenta consertar sua nave espacial depois de ficar presa no passado, ou nos dias modernos, enquanto mantém a aparência de ser uma pessoa normal. |
| 2005                           | 2007                        | Time Warp Trio                                                           | Produtor executivo: Jim Rapsas                                                             | Desenho infantil onde, através de livros, três crianças viajam no tempo e no espaço. Baseado nos livros de Jon Scieszka. |
| 2006                           | 2011                        | Torchwood                                                                | Russell T Davies Chris Chibnall Jane Espenson John Fay                                     | Humanos e alienígenas de diferentes períodos do tempo começam a chegar à Terra por meio de uma fenda no continuum espaço/tempo. (Spin-off de Doctor Who.) |
| 2006                           | 2010                        | Heroes                                                                   | Tim Kring                                                                                  | Três heróis podem viajar no tempo e no espaço. Desastres apocalípticos acontecem e os personagens viajam de um lado para outro na tentativa de evitá-los. |
| 2006                           | 2007                        | Life on Mars                                                             | Matthew Graham Ashley Pharoah Tony Jordan Chris Chibnall                                   | Um policial deve aprender a se adaptar à maneira como as coisas eram feitas na década de 1970, após ter voltado no tempo devido a um acidente. A versão americana da série, Life on Mars, estrelada por Jason O'Mara, foi ao ar em 2008–2009. |
| 2006                           | 2007                        | Transformers: Cybertron                                                  |                                                                                            | O Autobot Vector Prime é um defensor do espaço-tempo. |
| 2006                           | 2007                        | Day Break                                                                | Paul Zbyszewski                                                                            | Um policial deve reviver o dia em que sua namorada foi assassinada para evitar que isso aconteça. Uma variação de suspense do conceito do Groundhog Day. |
| 2007                           | 2011                        | Primeval                                                                 |                                                                                            | Portais para diferentes períodos de tempo começam a se abrir e criaturas do passado e do futuro passam. Há indícios de que os portais sejam feitos pelo homem, mas sua origem exata está envolta em mistério. |
| 2007                           | 2008                        | Kamen Rider Den-O                                                        |                                                                                            | Criaturas malignas vêm de um futuro possível para matar um humano cuja existência as condena. Eles concedem desejos a humanos de vontade fraca, o que lhes permite viajar no tempo. |
| 2007                           | 2007                        | Journeyman                                                               | Kevin Falls Matt McGuinness Tom Szentgyorgyi                                               | Um homem salta no tempo, incapaz de parar ou controlar os saltos. Uma mulher de 1948 também salta para o futuro. Incapaz de voltar para casa, ela começa uma carreira jurídica. Eles se apaixonam, mas ela volta para casa. Por razões desconhecidas, eles agora voltam ao mesmo tempo e ela lhe oferece conselhos e assistência. |
| 2008                           | 2008                        | New Amsterdam[carece de fontes?]                                         | Allan Loeb e Christian Taylor                                                              | John Amsterdam, um detetive do Departamento de Polícia de Nova York, é na verdade um colono holandês de 400 anos da cidade, então conhecida como Nova Amsterdã. Concedida a imortalidade após um feito heróico; ele levou várias dezenas de vidas, dando-lhe conhecimentos que o ajudam a resolver crimes na moderna cidade de Nova York. |
| 2008                           | 2010                        | Ashes to Ashes                                                           | Matthew Graham Ashley Pharoah Julie Rutterford Mark Greig Jack Lothian                     | Uma série spin-off de Life on Mars em que Alex Drake, um policial da Polícia Metropolitana de Londres, que foi baleado em 2008, acorda em 1981, onde conhece personagens da série original Life on Mars. |
| 2008                           | 2009                        | Kamen Rider Kiva                                                         |                                                                                            | Em histórias paralelas em 1986 e 2008, um viajante do tempo tem que impedir seu próprio nascimento para que seu amor possa viver, mas em vez disso ele garante sua própria existência salvando seu pai de ser morto pelo antagonista da série. |
| 2008                           | 2012                        | Fringe                                                                   |                                                                                            | Nas temporadas 4 e 5 de Fringe, a viagem no tempo é usada pelos Observadores como um meio de dominar a civilização humana em 2015. Olivia e sua equipe são enviadas do ano de 2015 ao ano de 2036 para lutar contra os Observadores. |
| 2008                           | 2009                        | Terminator: The Sarah Connor Chronicles                                  |                                                                                            | Uma exterminadora do ano de 2027 volta a 1999 para proteger o jovem John Connor, o futuro líder da resistência humana. Eles se movem a tempo de escondê-lo, mas encontram inimigos por onde passam. |
| 2009                           | 2017                        | Dinosaur Train                                                           | Craig Bartlett                                                                             | m tiranossauro chamado Buddy viaja com sua família adotiva de Pteranodon no Trem dos Dinossauros, que pode visitar toda a Era Mesozóica, a "Era dos Dinossauros", passando por túneis mágicos do tempo para encontrar dinossauros nos tempos Triássico, Jurássico e Cretáceo. |
| 2009                           | 2009                        | Paradox                                                                  | Lizzie Mickery                                                                             | Os detetives investigam imagens transmitidas para o laboratório do eminente astrofísico Dr. Christian King (Emun Elliott), que parecem mostrar eventos catastróficos no futuro. |
| 2009                           | 2011                        | Being Erica                                                              | Jana Sinyor                                                                                | Erica Strange começa a consultar um conselheiro para lidar com os arrependimentos de sua vida, apenas para descobrir que o conselheiro (Michael Riley) tem a capacidade de mandá-la de volta no tempo para realmente mudar esses acontecimentos. |
| 2009                           | 2010                        | FlashForward                                                             | Brannon Braga e David S. Goyer                                                             | Um incidente deixou toda a população da Terra inconsciente por dois minutos em 2009. Durante o "Black Out", a consciência de todo o planeta avança seis meses no futuro, onde eles vêem o que poderia acontecer naquele dia. |
| 2010                           | 2012                        | Mary Shelley's Frankenhole                                               | Dino Stamotopolous                                                                         | Dr. Victor Frankenstein criou "Frankenholes" para cada período do passado e do futuro. Isso permite que figuras históricas e celebridades procurem os serviços do médico. Embora muitos monstros clássicos do terror estejam presentes, o foco da série está no cientista louco e sua família. |
| 2011                           | 2011                        | Hoops & Yoyo Ruin Christmas                                              |                                                                                            | Em um especial de TV, Hoops e Yoyo acidentalmente viajam através de um buraco de minhoca e conhecem o Papai Noel quando ele ainda era Kris Kringle. |
| 2011                           | 2011                        | Puella Magi Madoka Magica                                                | Gen Urobuchi                                                                               | Uma garota misteriosa, chamada Homura Akemi, fez um contrato com um ser conhecido como Kyubey, para voltar no tempo e salvar o personagem titular. |
| 2011                           | 2011                        | Terra Nova                                                               |                                                                                            | Quando a Terra está ameaçada de extinção em 2149, humanos especialmente seleccionados viajam 85 milhões de anos no passado na esperança de evitar o desastre posterior. Porém, eles chegam a uma versão paralela da Terra, evitando assim um paradoxo temporal. |
| 2011                           | 2011                        | Steins;Gate                                                              | Chiyomaru Shikura                                                                          | Um autoproclamado “cientista maluco” descobre que um novo forno de micro-ondas operado por um telefone celular pode enviar mensagens de texto de volta no tempo. Um amigo o adapta para enviar memórias, permitindo efetivamente a viagem no tempo. |
| 2011                           | 2018                        | Once Upon a Time                                                         | Edward Kitsis e Adam Horowitz                                                              | Personagens de livros de histórias da Nova Floresta Encantada caem em um portal mágico criado por um feitiço de viagem no tempo para a Terra Sem Magia (nosso mundo) e um ciclo causal. |
| 2012                           | 2012                        | Primeval: New World                                                      |                                                                                            | Série canadense spin-off de Primeval em que uma equipe de especialistas lida com animais e pessoas de outras épocas que viajaram até os dias atuais por meio de anomalias. |
| 2012                           | 2015                        | Continuum                                                                |                                                                                            | Uma série sobre o conflito entre um policial que representa futuras corporações e um grupo de rebeldes anticorporações, cada um do ano de 2077, que viajam no tempo para Vancouver, BC por volta do ano de 2012. |
| 2013                           | 2022                        | Attack on Titan                                                          | Hajime Isayama                                                                             | O personagem principal da série, Eren Jaeger, e seu irmão Zeke, viajam de volta no tempo através das memórias de seu pai através do poder do Titã Fundador. Zeke tenta convencer seu irmão da prioridade de seu pai no movimento Restauracionista Eldian acima de tudo, mas fica chocado ao saber de seu papel em persuadir Grisha a massacrar a família Reiss, a capacidade do Titã de Ataque de ver as memórias de seus futuros herdeiros e de as memórias futuras que Eren mostrou ao pai.                                                            |
| 2014                           | –                           | Outlander                                                                | Baseado na série de livros, Outlander de Diana Gabaldon                                    | Viaje no tempo das décadas de 1940 a 1740. Uma mulher da década de 1940 viaja através de pedras monolíticas na Escócia até a década de 1740. |
| 2014                           | 2023                        | The Flash                                                                | Baseado no personagem Flash da DC Comics                                                   | Um investigador da cena do crime que ganhou o poder de se mover em velocidades sobre-humanas torna-se um super-herói combatente do crime. É um spin-off de Arrow, existindo no mesmo universo DC. |
| 2014                           | -                           | Re:Zero - Starting Life in Another World                                 | Tappei Nagatsuki                                                                           | Natsuki Subaru tem o poder de viajar no tempo quando morrer (Shinimodori em japonês). |
| 2015                           | 2018                        | 12 Monkeys                                                               | Terry Matalas e Travis Fickett                                                             | O viajante do tempo James Cole viaja do ano de 2043 até os dias atuais para impedir a liberação de um vírus mortal pela enigmática organização conhecida como “O Exército dos Doze Macacos”. |
| 2015                           | 2020                        | El ministerio del tiempo                                                 | Pablo Olivares e Javier Olivares                                                           | O Ministério do Tempo é uma instituição governamental espanhola. Suas patrulhas vigiam as portas do tempo para que intrusos de outras épocas não possam mudar a história em seu próprio benefício. |
| 2016                           | 2016                        | Erased                                                                   | Kei Sanbe                                                                                  | Satoru Fujinuma pode viajar de volta a um tempo momentos antes de um incidente com risco de vida. Voltando 18 anos, quando estava no ensino fundamental, ele tem a oportunidade de evitar um sequestro. |
| 2016                           | –                           | Legends of Tomorrow                                                      | Baseado nos personagens da DC Comics                                                       | O Mestre do Tempo, Rip Hunter, viaja no tempo até os dias atuais, onde reúne uma equipe de heróis e vilões para prevenir aqueles que perturbam o tempo em seu benefício. |
| 2016                           | 2016                        | 11.22.63                                                                 | Stephen King                                                                               | Um homem tem a chance de viajar no tempo e tentar impedir o assassinato de John F. Kennedy. |
| 2016                           | –                           | Re:Zero − Starting Life in Another World                                 | Tappei Nagatsuki                                                                           | Subaru Natsuki se encontra em outro mundo, atacado e salvo por uma garota. Logo, eles são atacados novamente e mortos. Ele desperta no lugar onde renasceu e ganhou a habilidade de voltar no tempo até um certo ponto ao morrer. |
| 2016                           | 2019                        | Milo Murphy's Law                                                        | Dan Povenmire, Jeff "Swampy" Marsh                                                         | Os agentes do Bureau of Time Travel do futuro viajam de volta no tempo para evitar a extinção dos pistaches. |
| 2016                           | 2018                        | Timeless                                                                 | Shawn Ryan, Eric Kripke                                                                    | Professor de história, cientista e soldado se unem para deter um criminoso que viaja no tempo e busca mudar o curso da história americana para evitar o surgimento de uma organização sombria. |
| 2016                           | 2018                        | Travellers                                                               | Brad Wright                                                                                | Daqui a centenas de anos, os humanos sobreviventes descobrirão como enviar a consciência de volta no tempo, para as pessoas do século 21, enquanto tentam mudar o caminho da humanidade. |
| 2016                           | 2017                        | Frequency                                                                | Jeremy Carver                                                                              | Baseado no filme homônimo de 2000. Em 2016, uma detetive descobre que pode falar com seu falecido pai através de seu antigo rádio amador. Suas tentativas de salvar a vida dele desencadeiam o “efeito borboleta”, mudando o presente. Para consertar os danos, ela deve trabalhar com seu pai durante décadas para resolver um antigo caso de assassinato. |
| 2017                           | 2017                        | Making History                                                           | Phil Lord e Chris Miller, Julius Sharpe                                                    | Três amigos de dois séculos diferentes vivenciam a emoção da viagem no tempo e seus resultados inesperados. |
| 2017                           | 2017                        | Time After Time                                                          | Kevin Williamson                                                                           | Baseado no romance homônimo de 1979, que já foi adaptado para longa-metragem. H. G. Wells viaja para 2017 em sua máquina do tempo para capturar Jack, o Estripador. |
| 2017                           | 2017                        | Sagrada Reset                                                            | Shin'ya Kawatsura                                                                          | |
| 2017                           | 2017                        | Tunnel                                                                   | Choi Jin-hee, Studio Dragon                                                                | Um detetive da polícia que tenta encontrar um serial killer persegue um suspeito através de um túnel, apenas para acabar 30 anos no futuro. A série teve um remake tailandês em 2019. |
| 2017                           | 2020                        | Dark                                                                     | Baran bo Odar e Jantje Friese                                                              | Uma série da Netflix; o desaparecimento de vários moradores locais e outros incidentes misteriosos em torno de uma usina de energia na cidade fictícia de Winden, na Alemanha, estimulam um mistério que ocorre em ciclos de 33 anos, começando originalmente em 1953, 1986 e 2019. |
| 2017                           | –                           | Find Me in Paris                                                         |                                                                                            | Uma bailarina/princesa de 1905 é transportada para 2018. |
| 2019                           | 2019                        | Twice Upon a Time                                                        | Guillaume Nicloux                                                                          | Minissérie Arte/Netflix. Vincent Dauda (Gaspard Ulliel), sonha em reconquistar sua ex, Louise (Freya Mavor). Um dia ele recebe um pacote que nunca encomendou. Uma estranha caixa de madeira, sem fundo, através da qual ele pode viajar no tempo. Acontece que ele foi trazido de volta para Louise antes de eles se separarem. |
| 2020                           | 2020                        | JL50                                                                     | Shailender Vyas                                                                            | Sobre um avião indiano que viaja 35 anos no tempo através de um buraco de minhoca. |
| 2020                           | 2020                        | Mirakel                                                                  |                                                                                            | Em 2020, dois cientistas suecos, Vilgot e Anna-Karin, desenvolvem um buraco de minhoca artificial (também conhecido como buraco negro artificial) numa tentativa de controlar o mercado de electricidade. Ele funciona mal e, em vez disso, faz com que duas garotas, Mira em 2020 e Rakel em 1920, viajem no tempo e troquem de corpo uma com a outra. |
| 2021                           | 2021                        | Loki                                                                     | Michael Waldron                                                                            | Uma versão alternativa de Loki (Universo Cinematográfico Marvel) é capturada pela Autoridade de Variância Temporal (TVA), cujos agentes viajam para diferentes pontos no tempo a fim de preservar a "Linha do Tempo Sagrada". |
| 2021                           | -                           | Link Click                                                               | Li Haoling                                                                                 | Usando superpoderes para inserir as fotos de seus clientes uma por uma, Cheng Xiaoshi e Lu Guang levam seu trabalho a sério no "Time Photo Studio", uma pequena loja de fotografia situada no cenário de uma metrópole moderna. Cada trabalho pode ser cheio de perigos, mas nada é mais importante do que cumprir todos os pedidos, não importa a escala... ou o perigo envolvido! |
| 2021                           | -                           | Tokyo Revengers                                                          | Ken Wakui                                                                                  | |
| 2022                           | 2022                        | Again My Life                                                            | Han Chul-soo, Kim Yong-min                                                                 | Um jovem promotor que é morto enquanto tentava derrubar um poderoso político corrupto teve sua consciência enviada de volta a 15 anos atrás por uma Grim Reaper, a fim de buscar justiça. |
| 2022                           | -                           | Midnight at the Pera Palace                                              |                                                                                            | A jornalista moderna Esra é empurrada de volta a 1919 através de um portal no histórico Pera Palace Hotel e deve tentar frustrar uma conspiração que poderia mudar o curso da história turca. |
| 2022                           | 2022                        | Summer Time Rendering                                                    |                                                                                            | Em suas tentativas de superar os fenômenos misteriosos que afligem sua cidade natal, Hitogashima, Shinpei Ajiro deve frequentemente reiniciar a partir de “pontos de salvamento” após ser morto. A mecânica da viagem no tempo e suas interações com esses fenômenos apresentam a Shinpei perigo e oportunidade. |
| 2023                           | 2023                        | Scott Pilgrim Takes Off                                                  |                                                                                            | O personagem titular, Scott Pilgrim, é levado para o futuro por seu eu mais velho durante sua luta com Matthew Patel, a fim de evitar que seu relacionamento com Ramona Flowers e suas batalhas subsequentes com seus Sete Exes Malvados aconteçam. Presente Scott foi capaz de voltar para casa graças a uma versão futura de Ramona, mas a vida de seus amigos e também dos Exes mudou depois de inicialmente acreditar que ele estava morto com o primeiro agora reformado após obter o encerramento total dos relacionamentos anteriores com Ramona. |